# Kunst-Landschaft

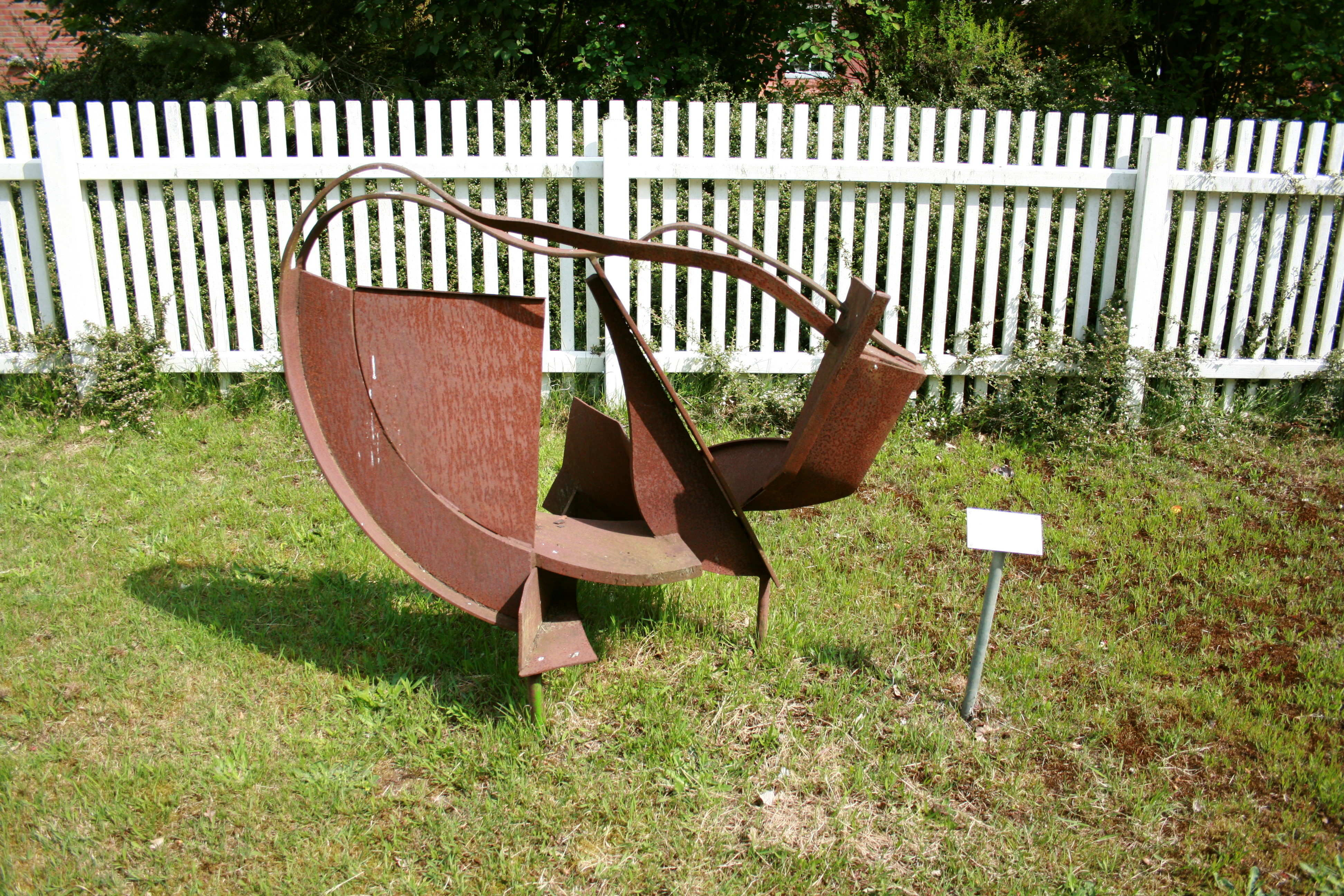
Park für unerwünschte Skulpturen:Ohne Titel (1983) van Gustav Reinhardt in Neuenkirchen-Tewel

Kunst-Landschaft is de buitencollectie van de Kunstverein & Stiftung Springhornhof in Neuenkirchen in de Duitse deelstaat Nedersaksen.

## Beschrijving
De collectie kunstwerken, bestaande uit land art-objecten, installaties, conceptuele kunst en sculpturen, is voortgekomen uit de beeldhouwersymposia van 1977 (Symposion 1977) en 1978 (Symposion 1979), waarbij ter plekke kunstwerken ontstonden. Deze kunstwerken werden sindsdien met grote regelmaat aangevuld door nieuwe werken van Duitse en internationale beeldhouwers. De beelden werden vervaardigd of geplaatst in de gemeente Neuenkirchen en in dorpen in de wijde omgeving (onder andere Behningen, Brochdorf, Gilmerdingen, Ilhorn en Tewel), waardoor een beeldenpark/beeldenroute is gecreëerd met inmiddels meer dan dertig kunstwerken.

## Collectie
1. Hier ordnen Bäume mit (1977) van Leo Kornbrust
2. Der innere Kreis der äußeren Linie folgend (1977) van Christiane Möbus
3. Split Ring Birch Mound (1977) van Gary Rieveschl (USA)
4. Egozentrischer Steinkreis (1977) van Timm Ulrichs
5. Raumknoten (1978/2003) van Rudolf Wachter
6. Steinlawine (1978) van Mic Enneper
7. Aufgebäumter Stamm (1978/2006) van Jan Meyer-Rogge
8. Spannung (1978) van Hawoli
9. Steinfelder (1979) van Rolf Jörres
10. Wege (1980/2003) van Peter Könitz en Karl Ciesluk (Canada)
11. Windberg (1981) van Jean Clareboudt (Frankrijk)
12. Gegen-Steine (1982) van Hawoli
13. Gegen-Steine (1982) van Nikolaus Gerhart
14. Gleichtag (1983) van Yigal Tumarkin (Israël)
15. aufkreuzen (1984) van Rolf Schneider
16. Be-Züge (1985) van ODIOUS (Gisela von Bruchhausen, Klaus Duschat, Klaus H. Hartmann, Gustav Reinhardt, Hartmut Stielow en David Lee Thompson)
17. Balance (1985) van Hawoli
18. Dialog (1986) van Harald Finke
19. Dialog (1986) van Carl Vetter
20. Das blaue Haus (1987) van Horst Lerche
21. Augenwaider (1988) van Horst Hellinger
22. Der Augenblick (1989/2001) van Claus Bury
23. Waage (1990) van Micha Ullman (Israël)
24. Himmel und Erde (1991/2000) van Valery Bugrov (Rusland)
25. Azur (1993) van Christina Kubisch
26. Hörstein (1995) van Ulrich Eller
27. zwischen zwei Straßen (1997) van Volker Lang
28. Holzkristall (2000) van Tony Cragg (Engeland)
29. Business Miles (1992/2000) van Dan Peterman (USA)
30. Lueneburger-heide-sprechen (2001) van Rainer Ganahl
31. Ohne Titel (2003) van Michael Asher (USA)
32. ankommen & bleiben (2003) van Rupprecht Matthies
33. Sieben Ansichten von einer Wiese mit Plaumenbaum (2003) van Anna Gudjónsdóttir (IJsland)
34. Die eingefangene Zeichnung (2003) van Peter Pommerer
35. Treppe (2003) van Stefan Kern
36. Park für unerwünschte Skulpturen (2003) van Ingar Dragset (Noorwegen) en Michael Elmgreen (Denemarken)
37. Eiche tätowiert (2005) van Silke Schatz
38. Springhornhof Institut für Paläolithische Archäologie (2009) van Mark Dion (USA)

## Fotogalerij

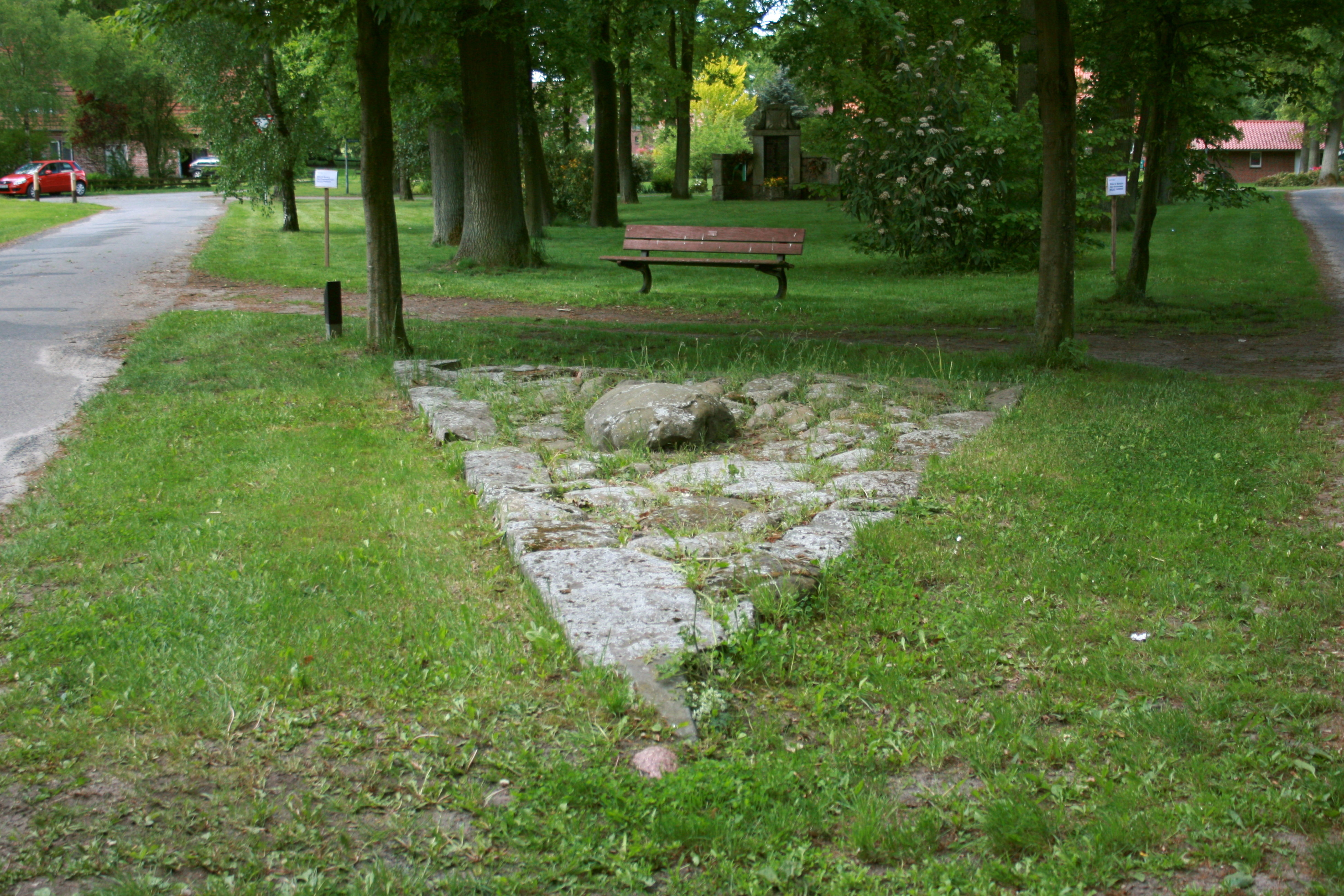
Nr. 1 : Hier ordnen Bäume mit
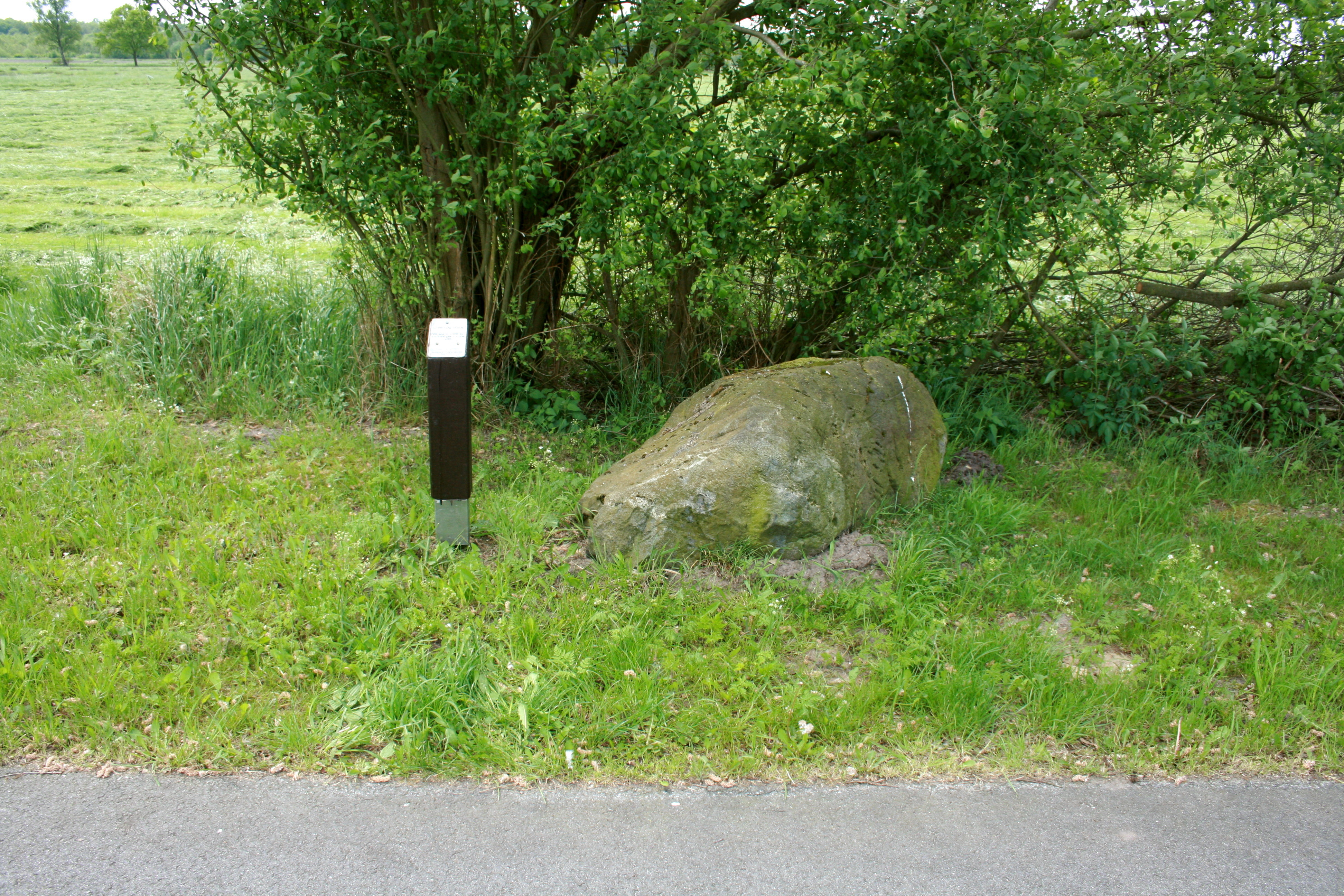
Nr. 2 : Der innere Kreis ...
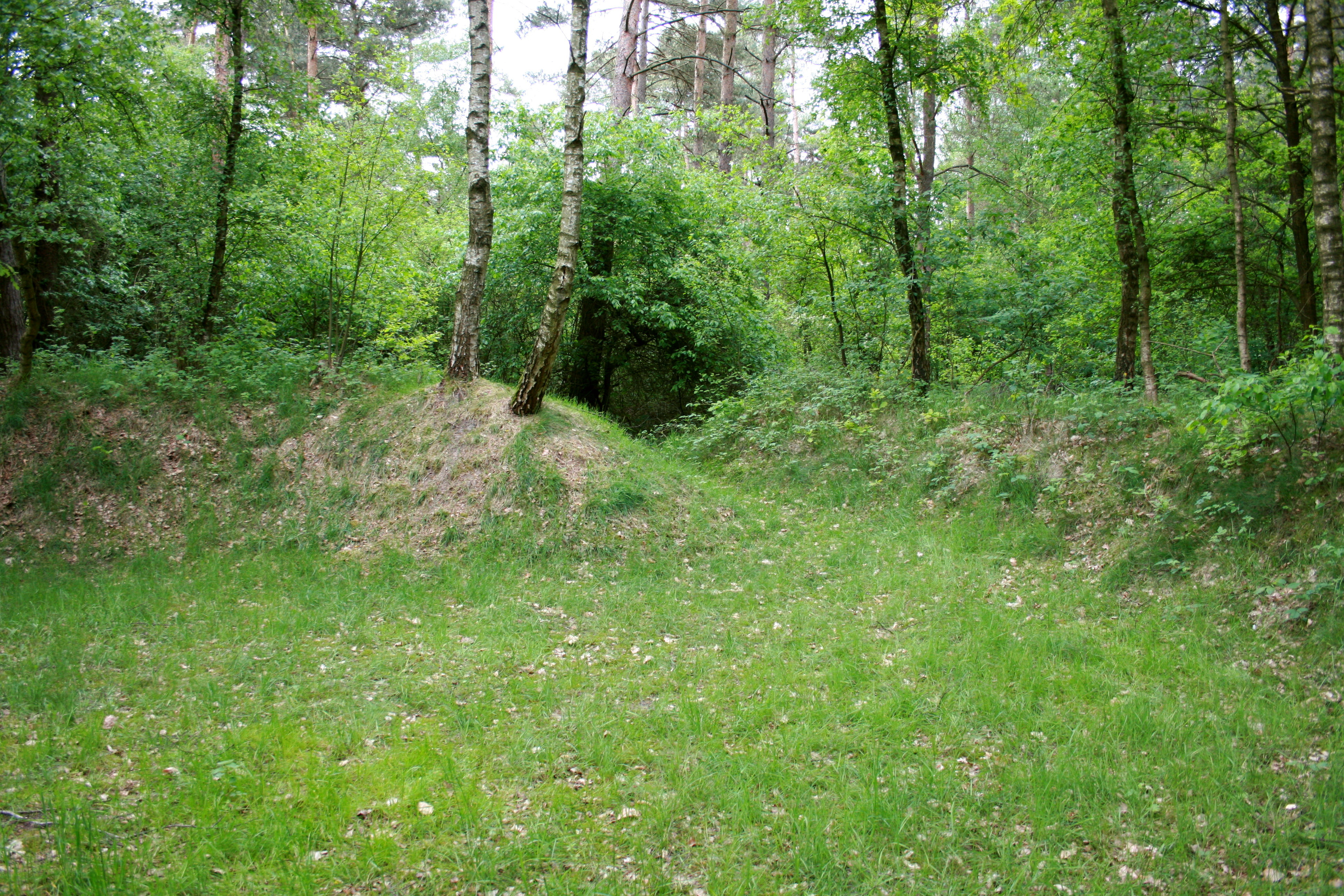
Nr. 3 : Split Ring Birch Mound
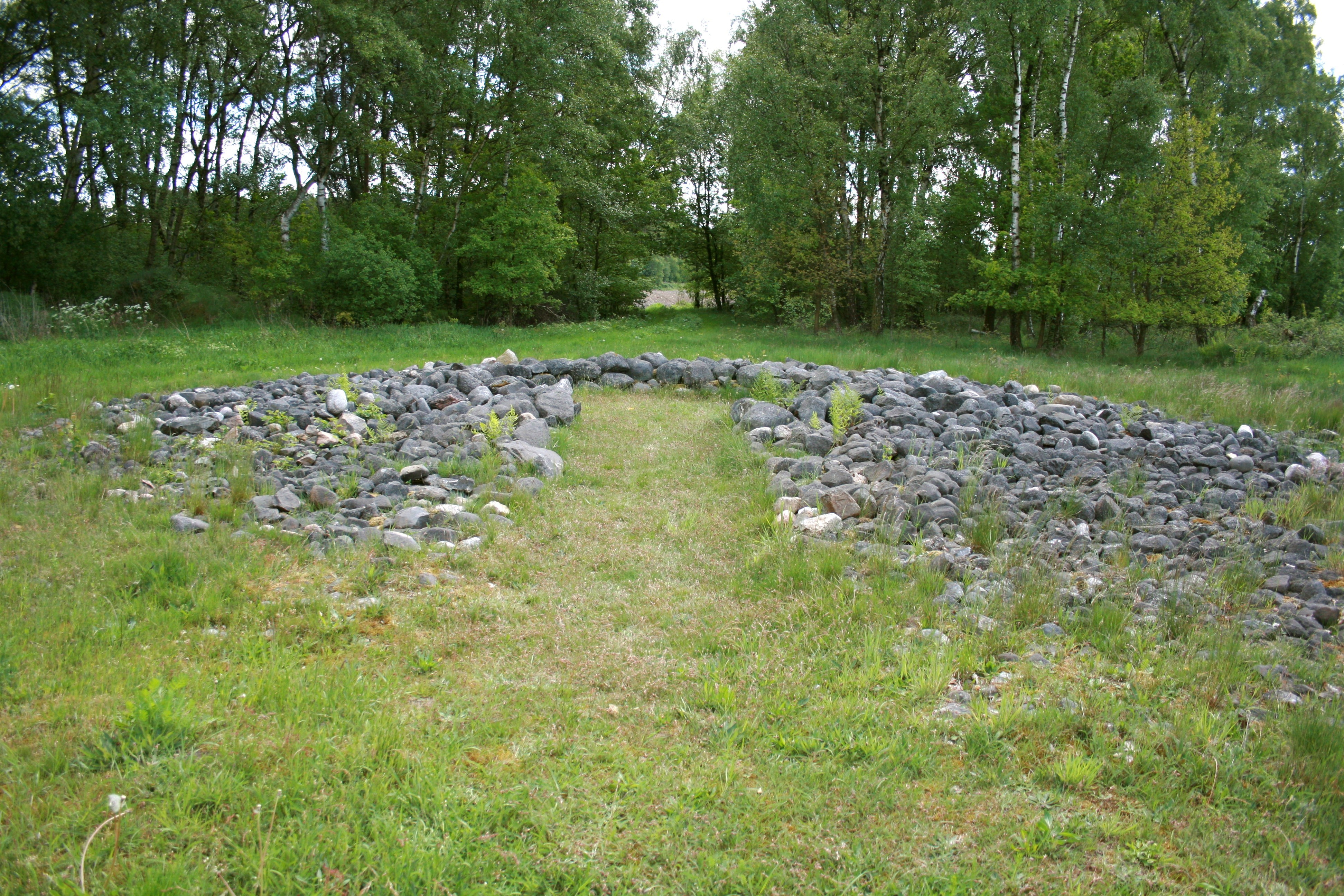
Nr. 4 : Egozentrischer Steinkreis
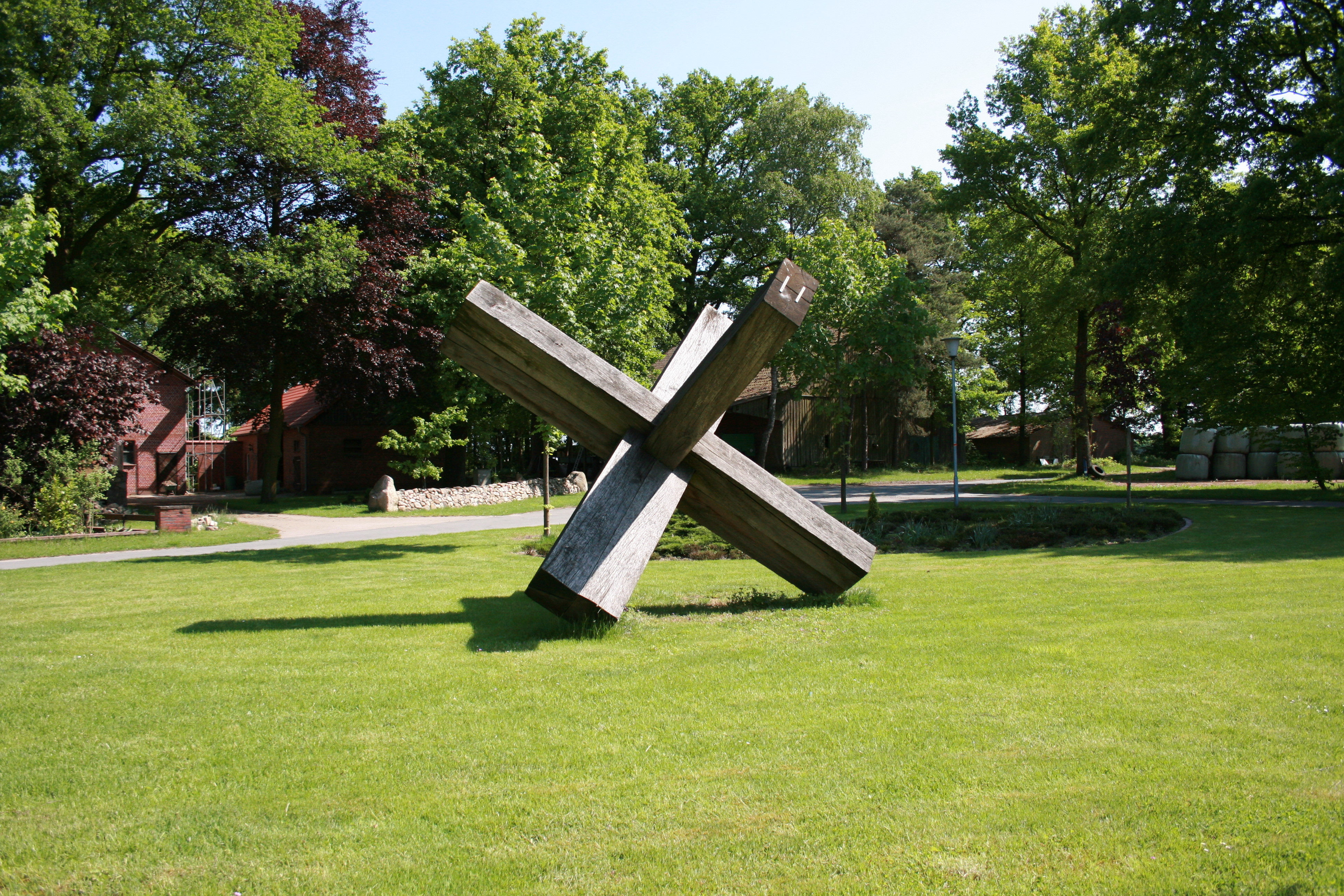
Nr. 5 : Raumknoten
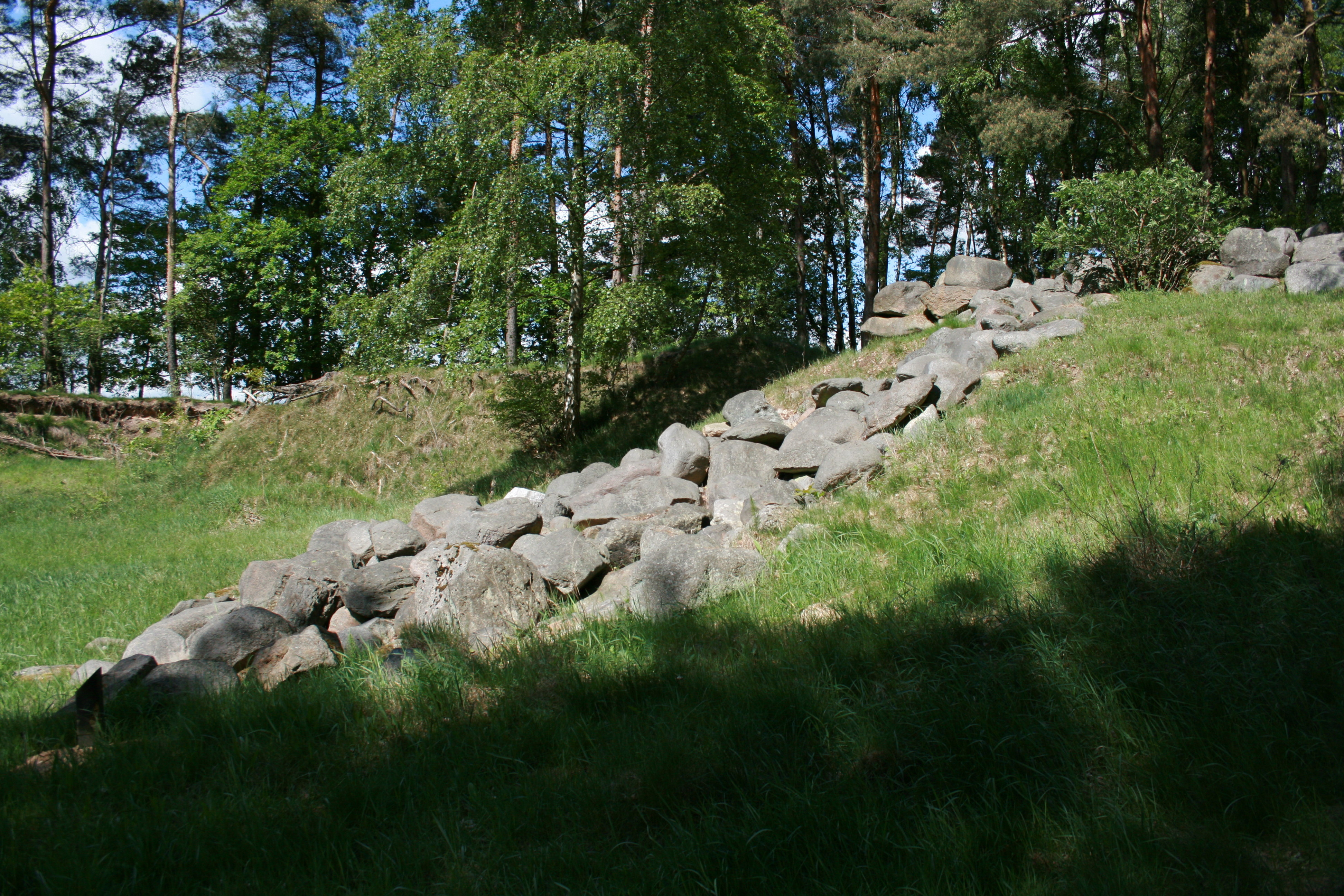
Nr. 6 : Steinlawine
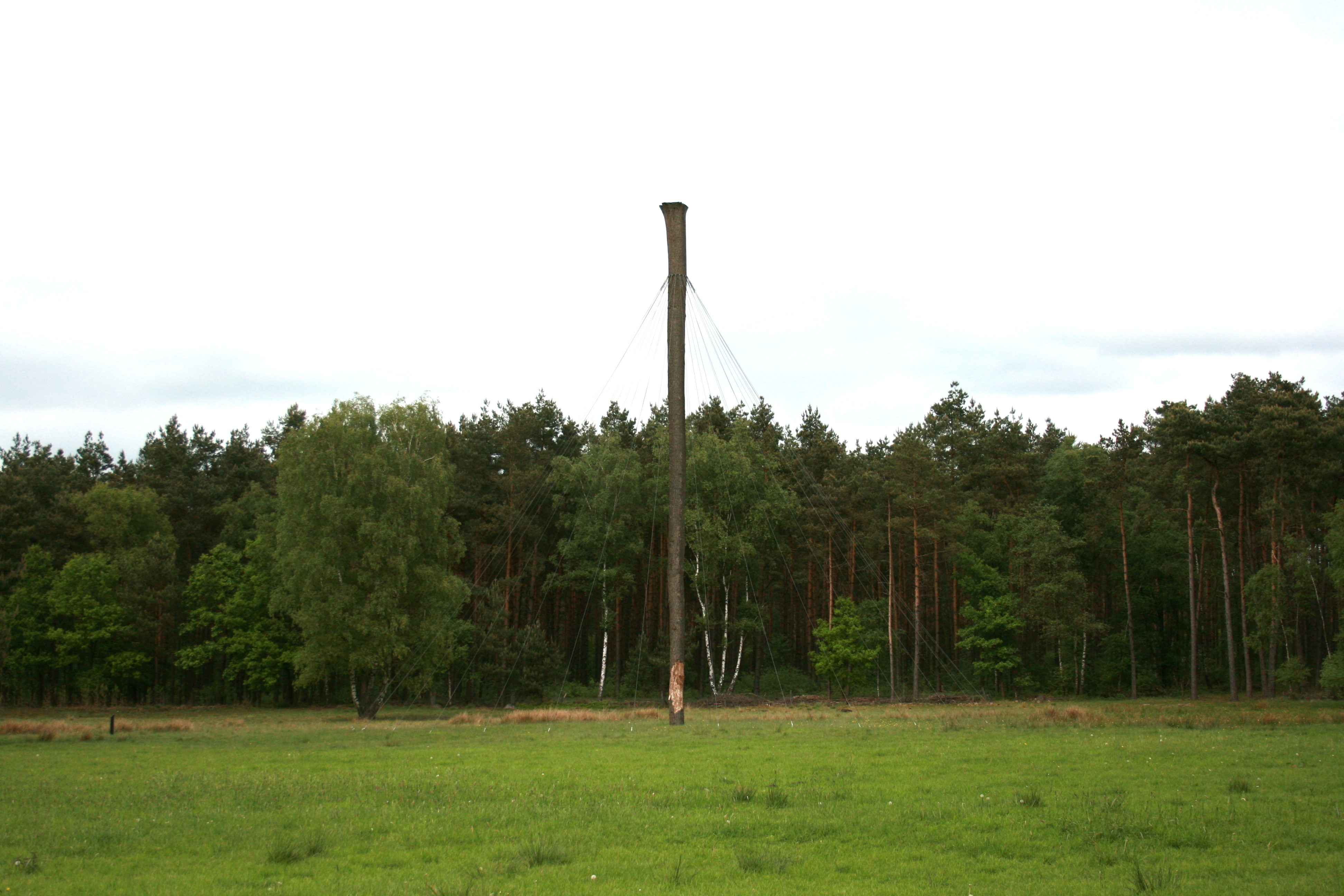
Nr. 7 : Aufgebäumter Stamm
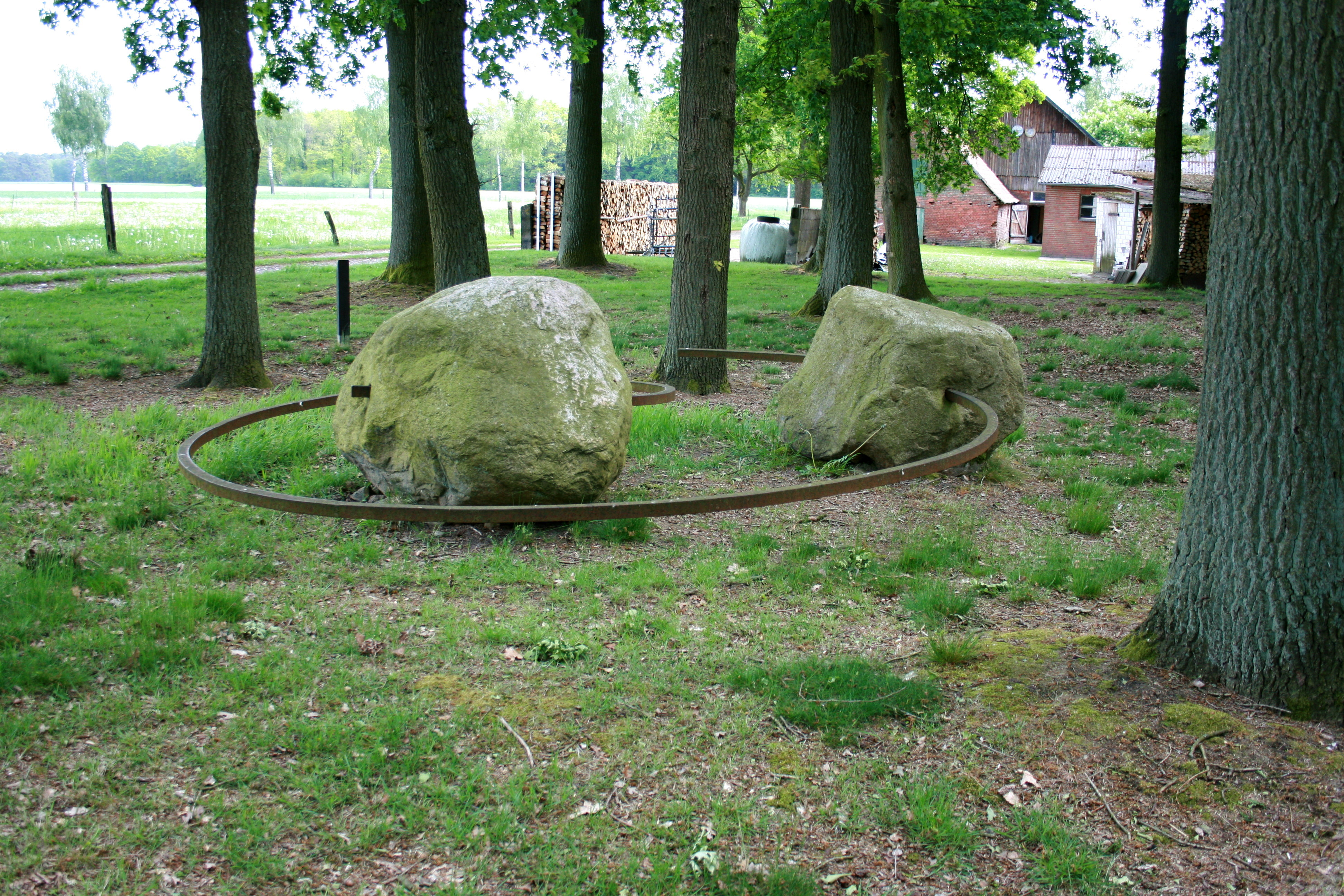
Nr. 8 : Spannung
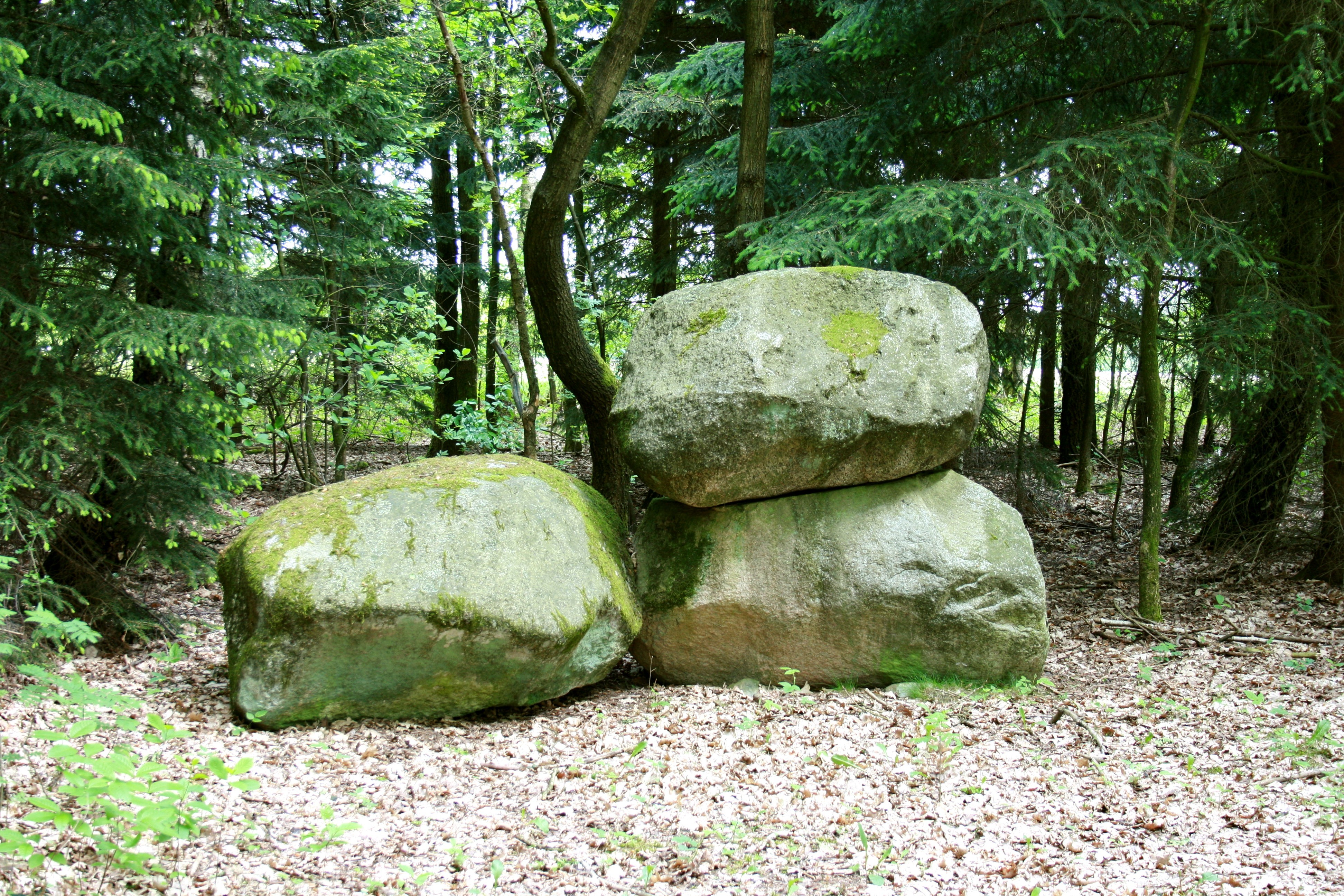
Nr. 9 : Steinfelder
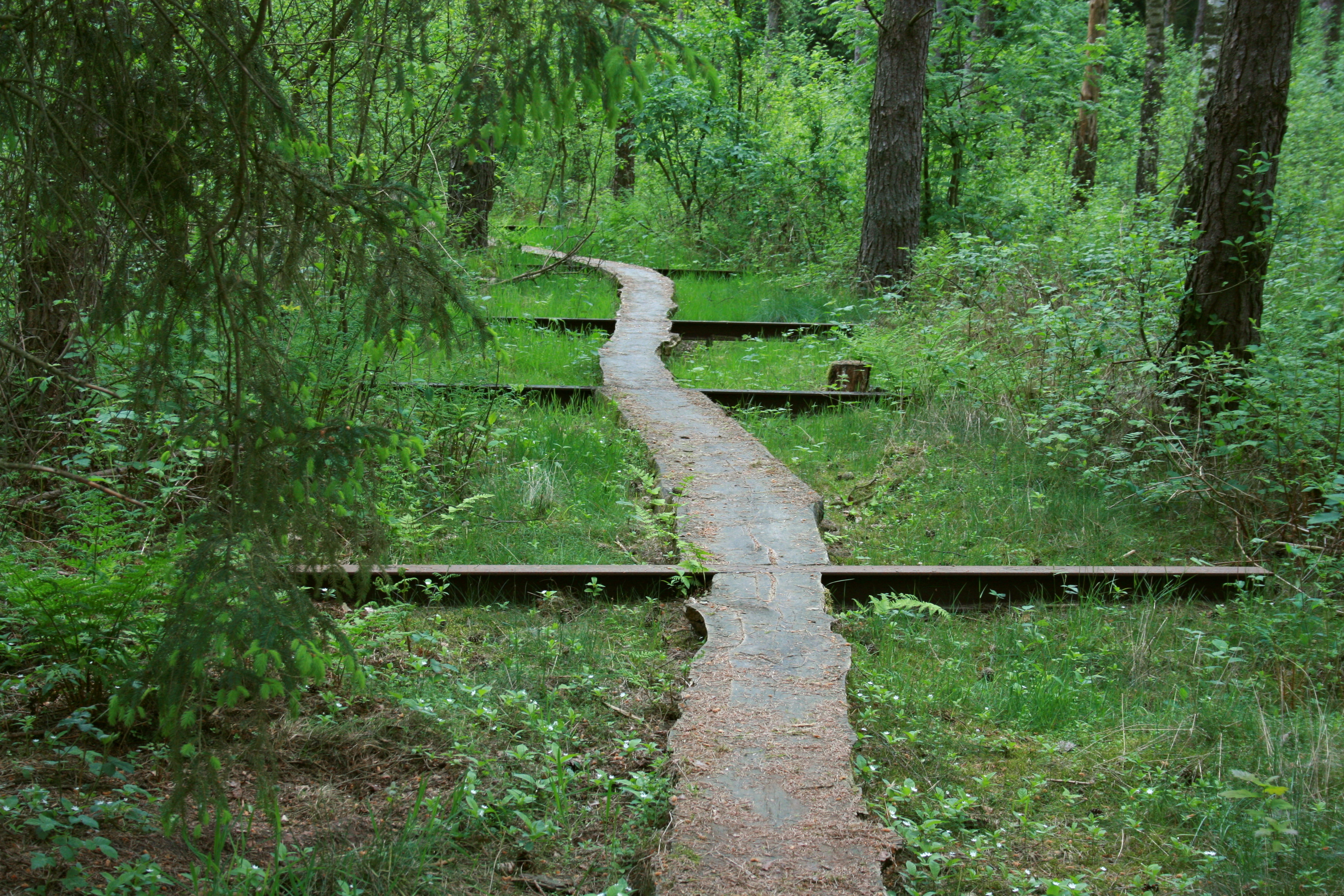
Nr. 10 : Wege (Peter Könitz)
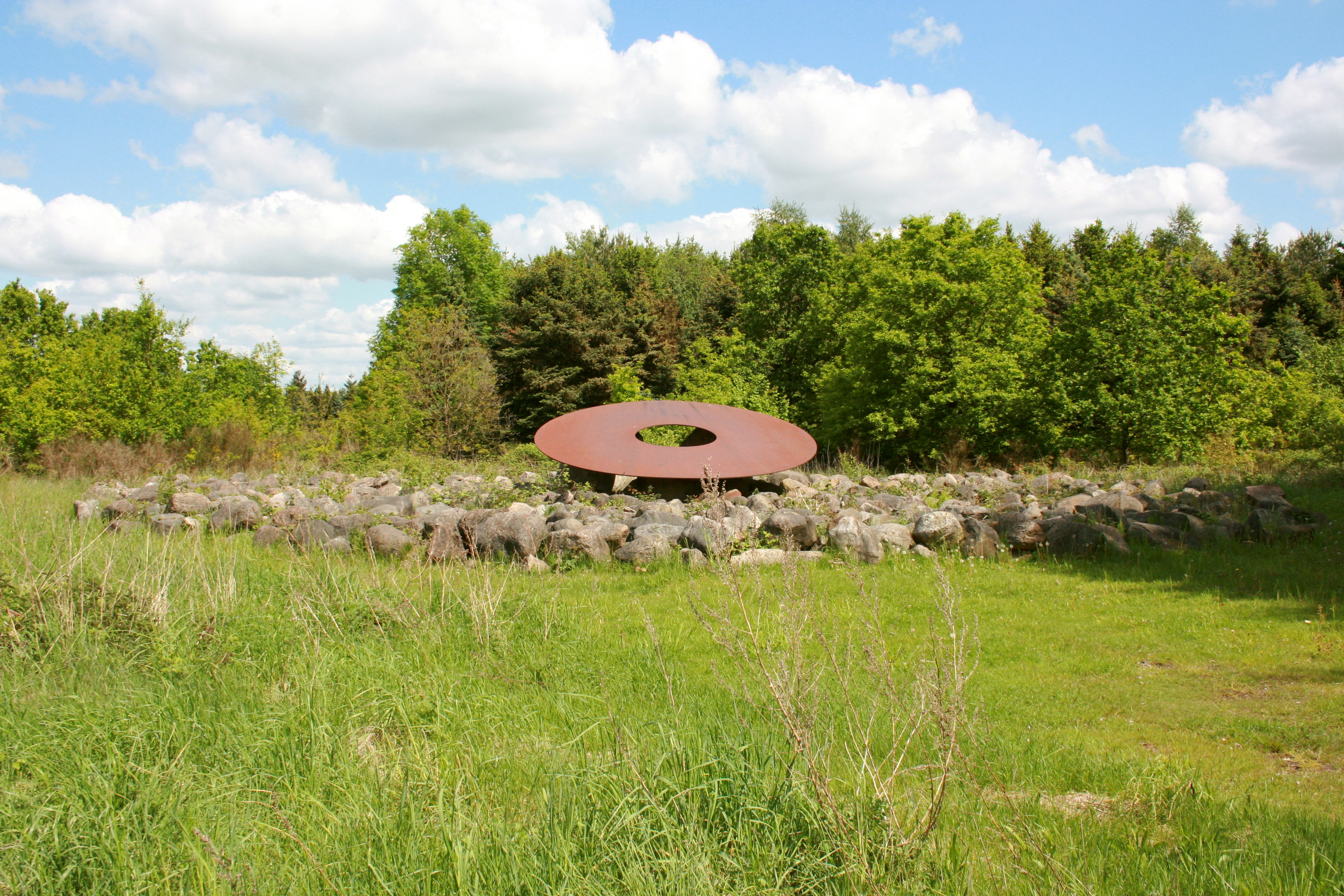
Nr. 11 : Windberg
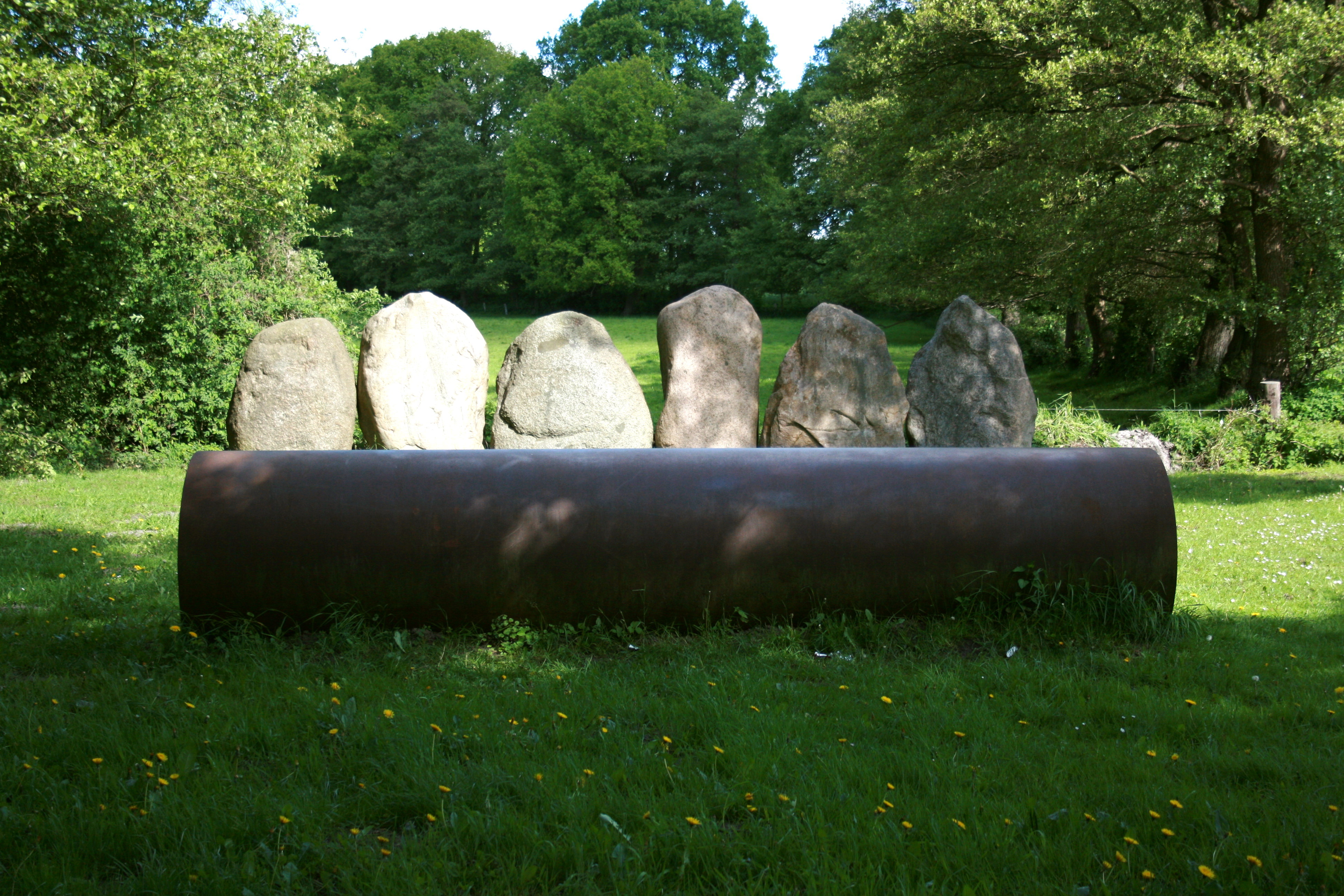
Nr. 12 : Gegen-Steine
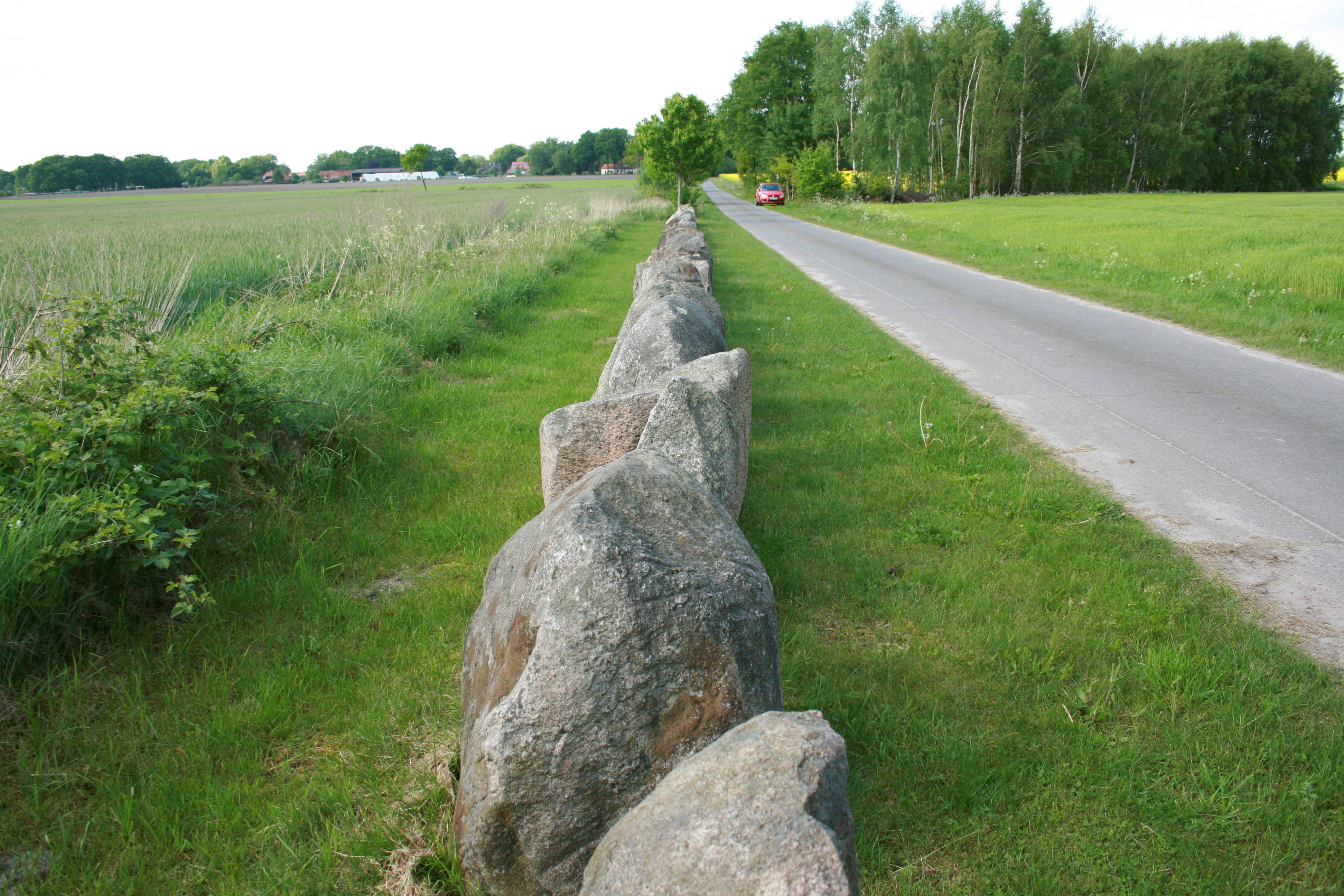
Nr. 13 : Gegen-Steine
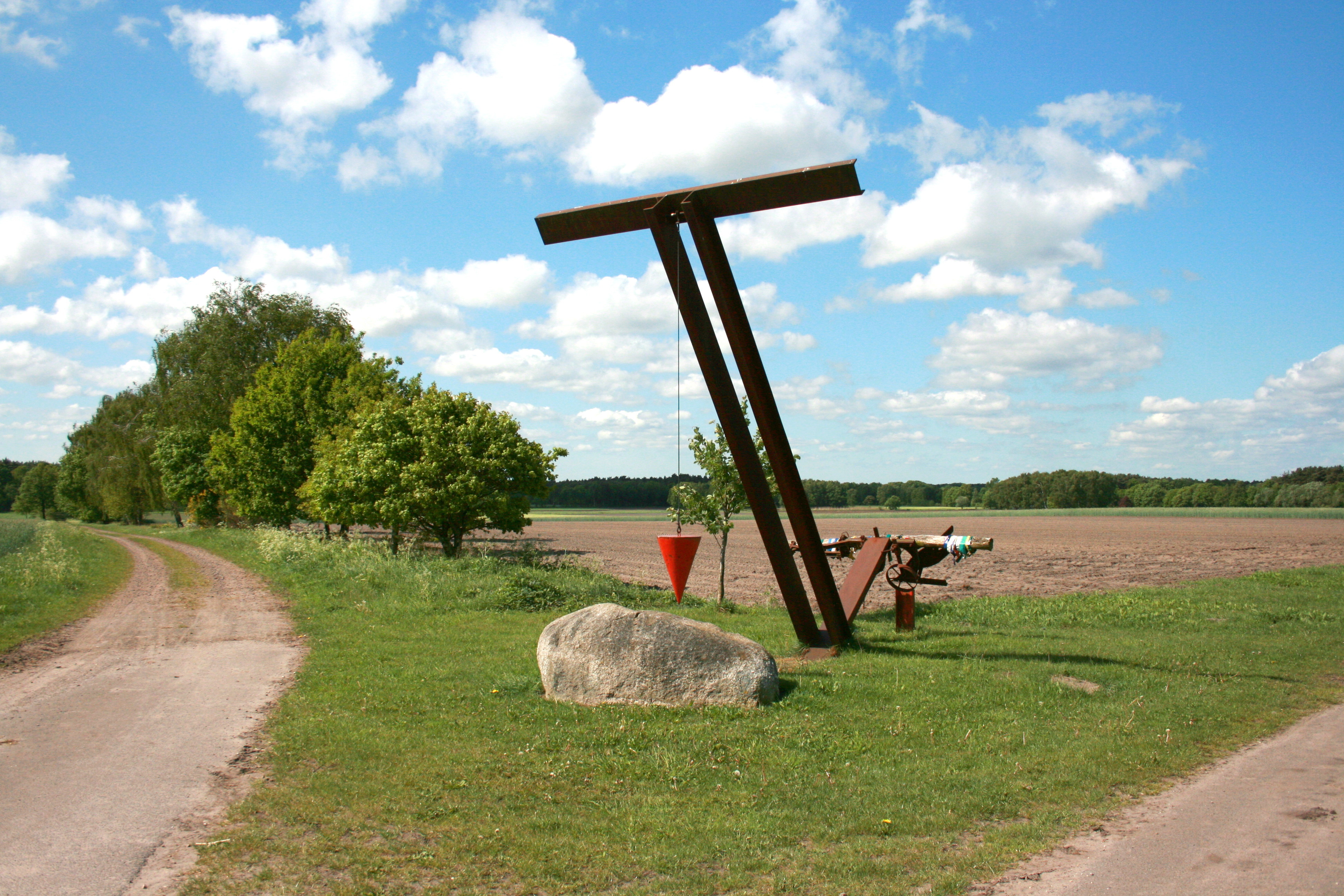
Nr. 14 : Gleichtag
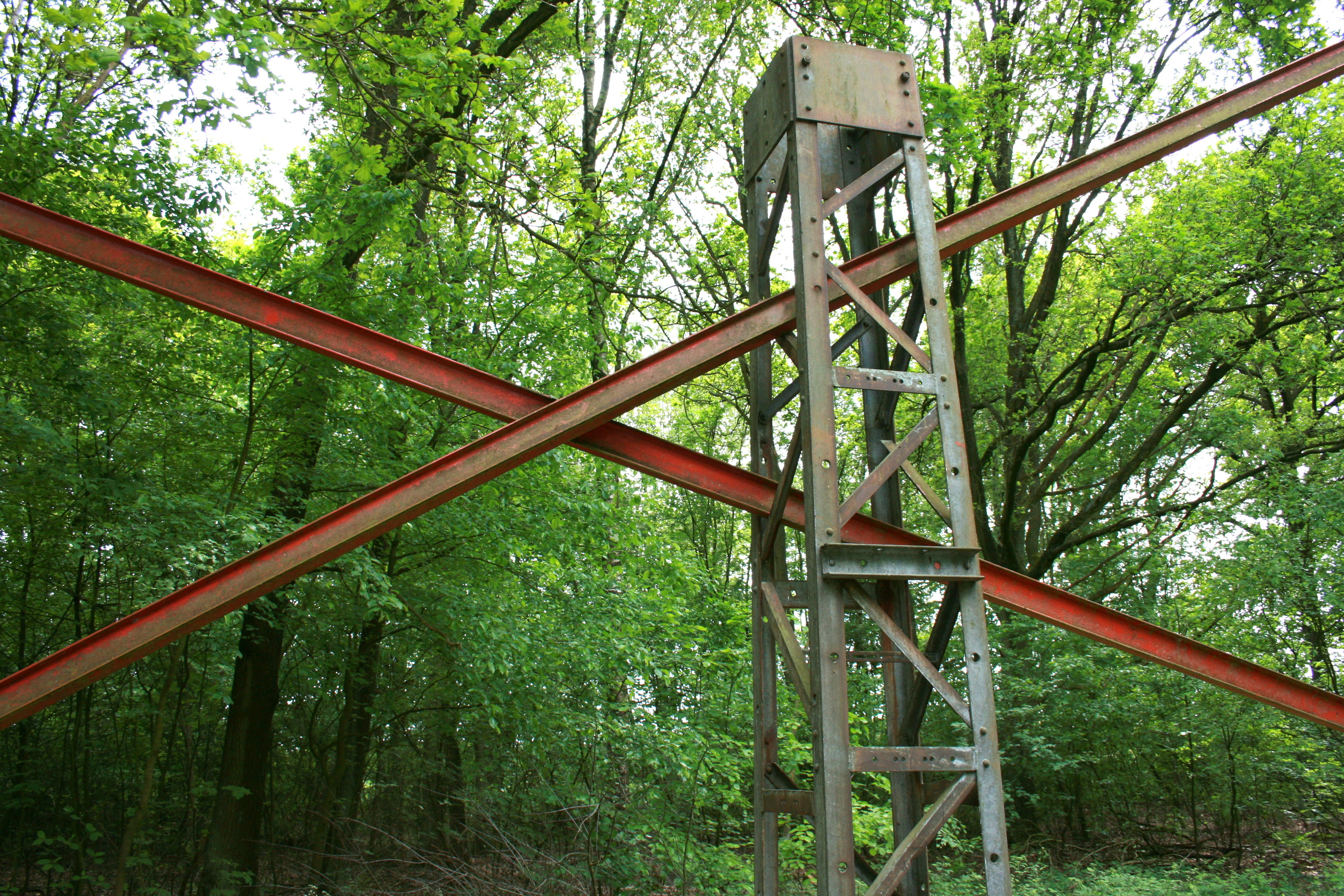
Nr. 15 : aufkreuzen
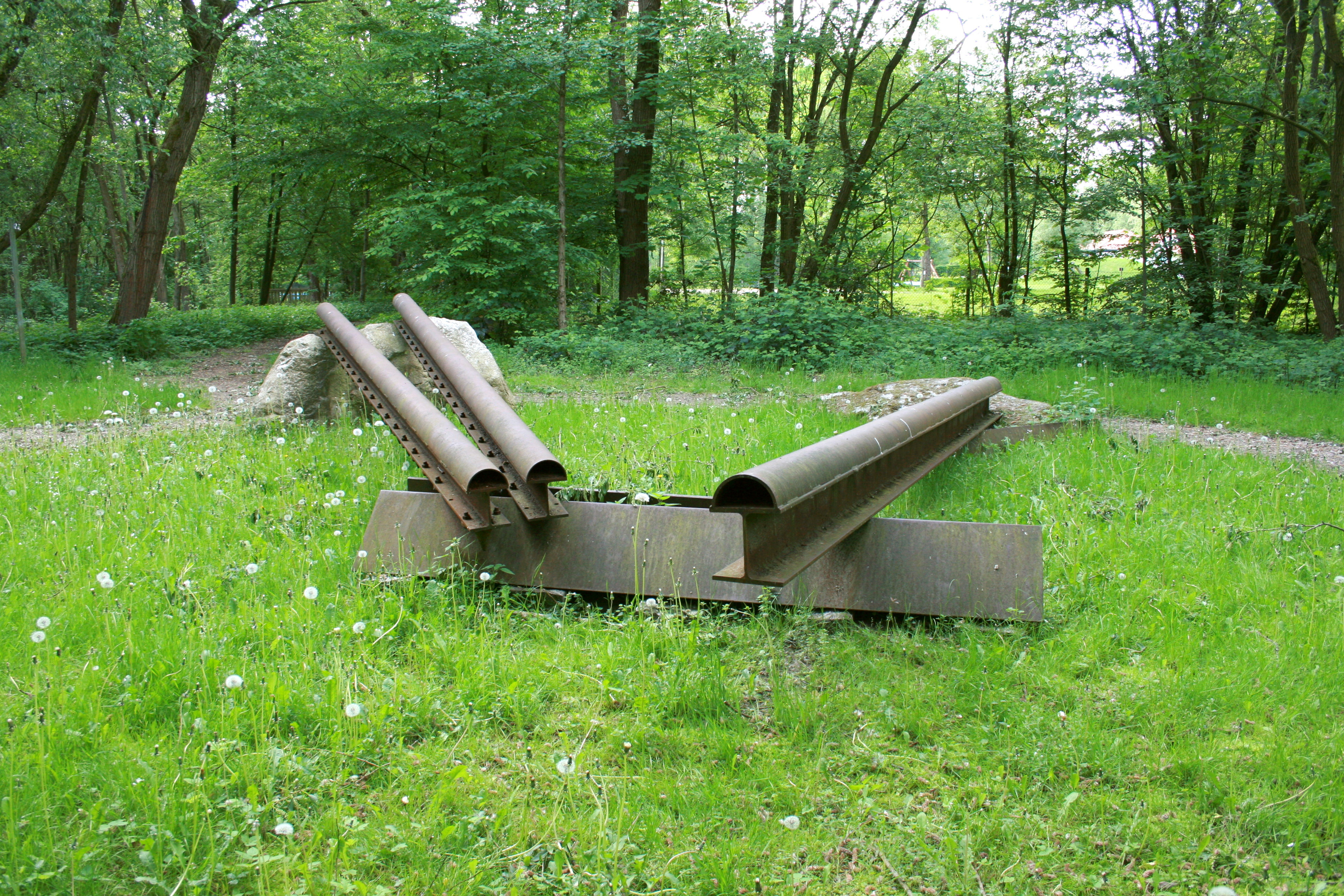
Nr. 16 : Be-Züge
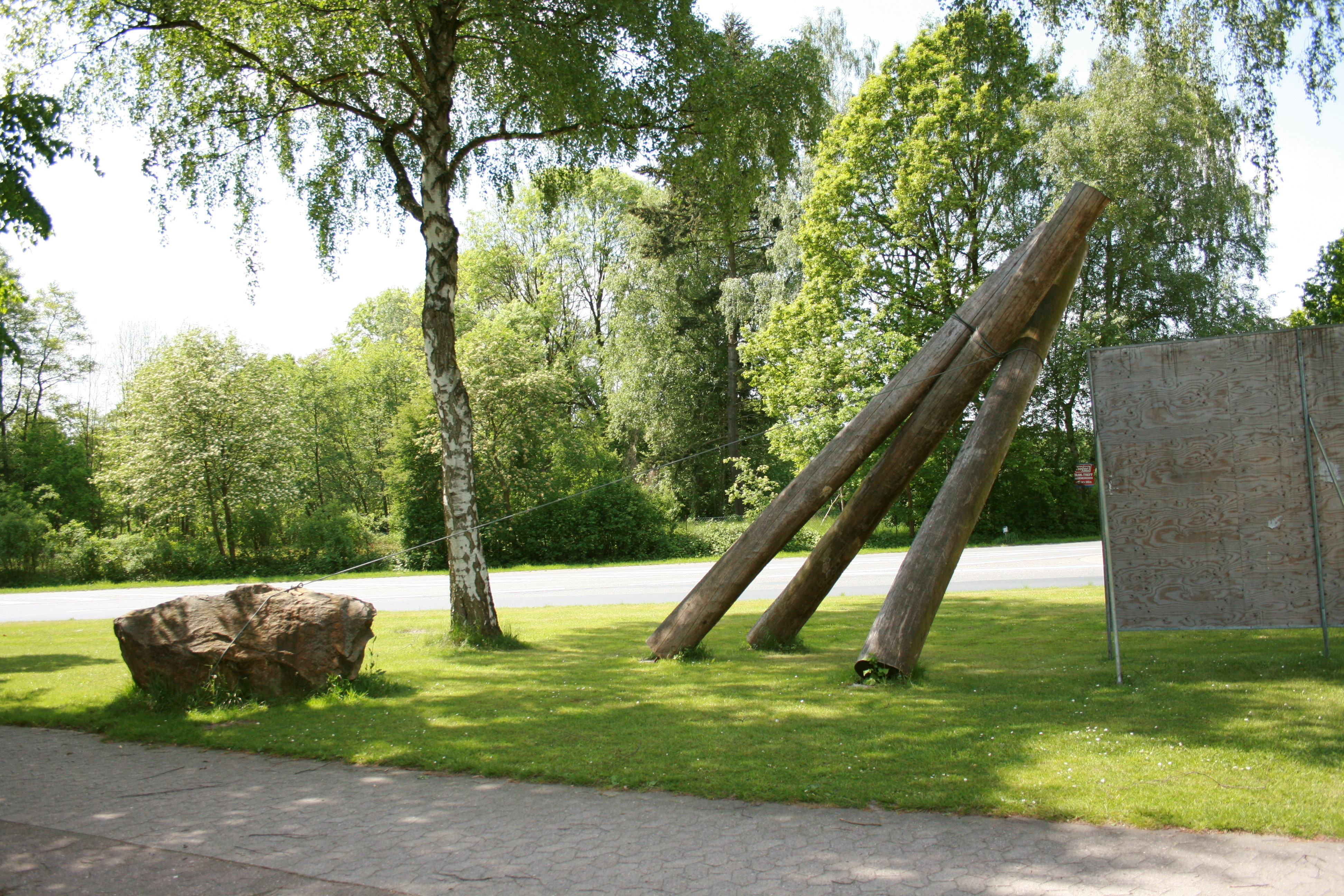
Nr. 17 : Balance
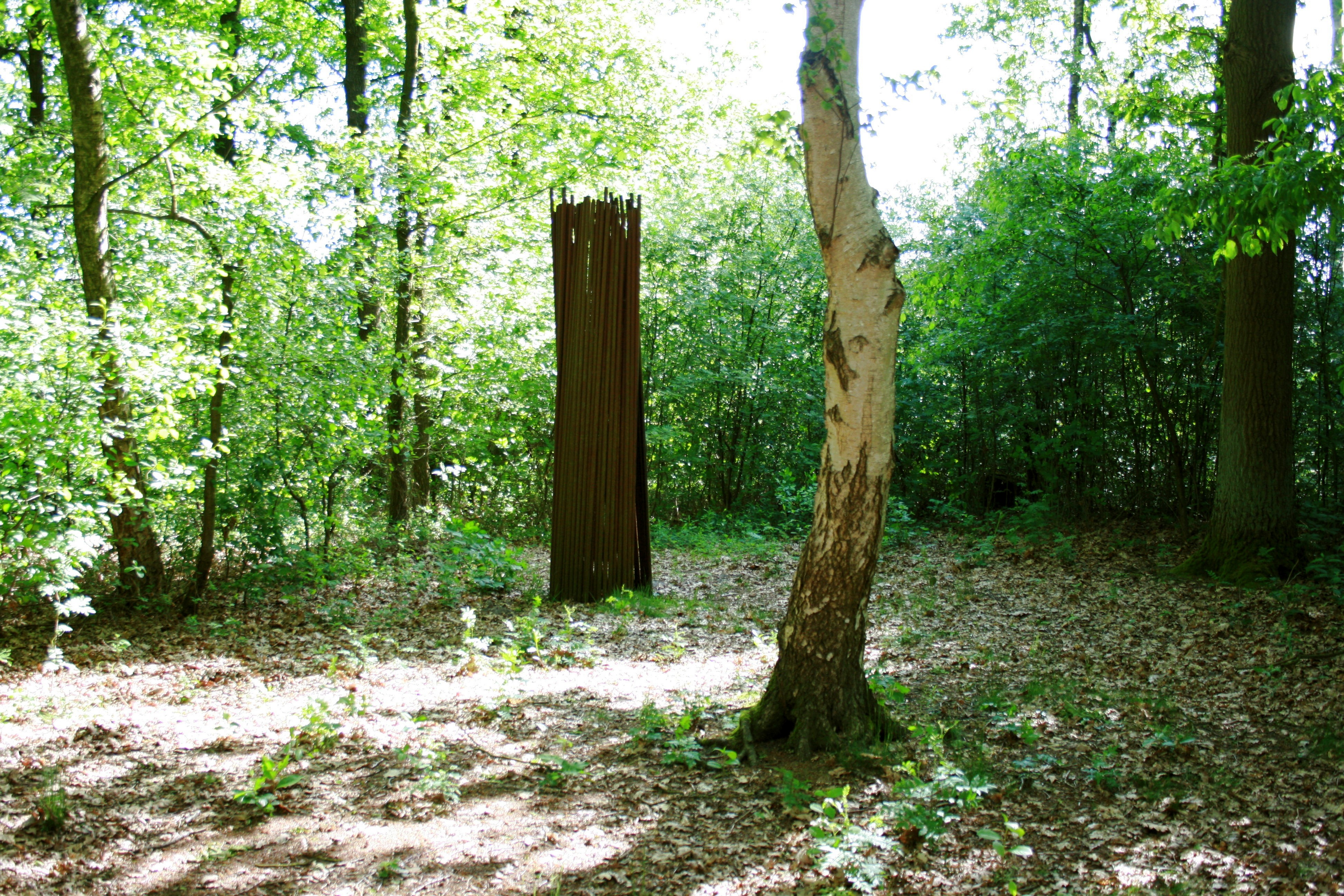
Nr. 18 : Dialog
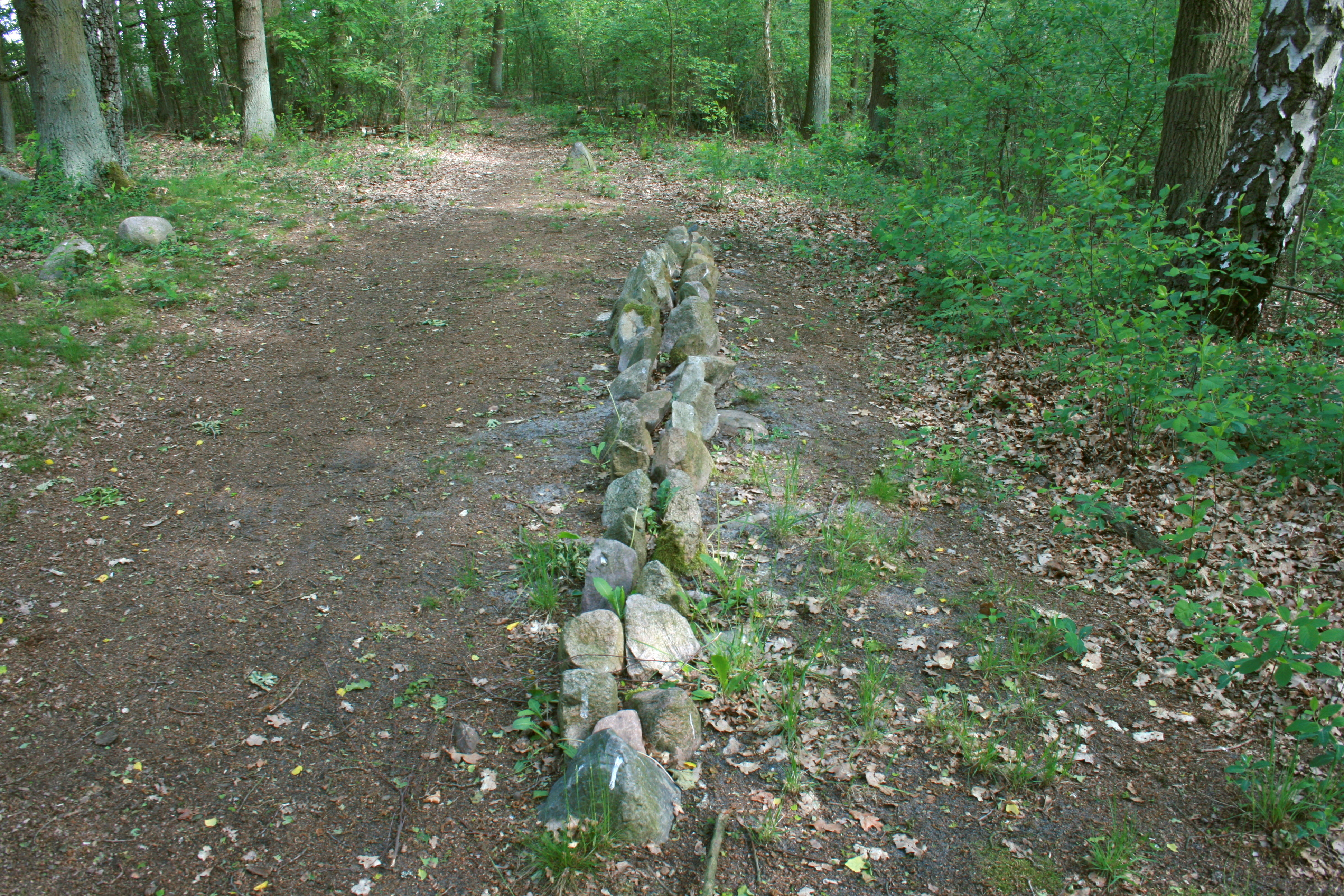
Nr. 19 : Dialog
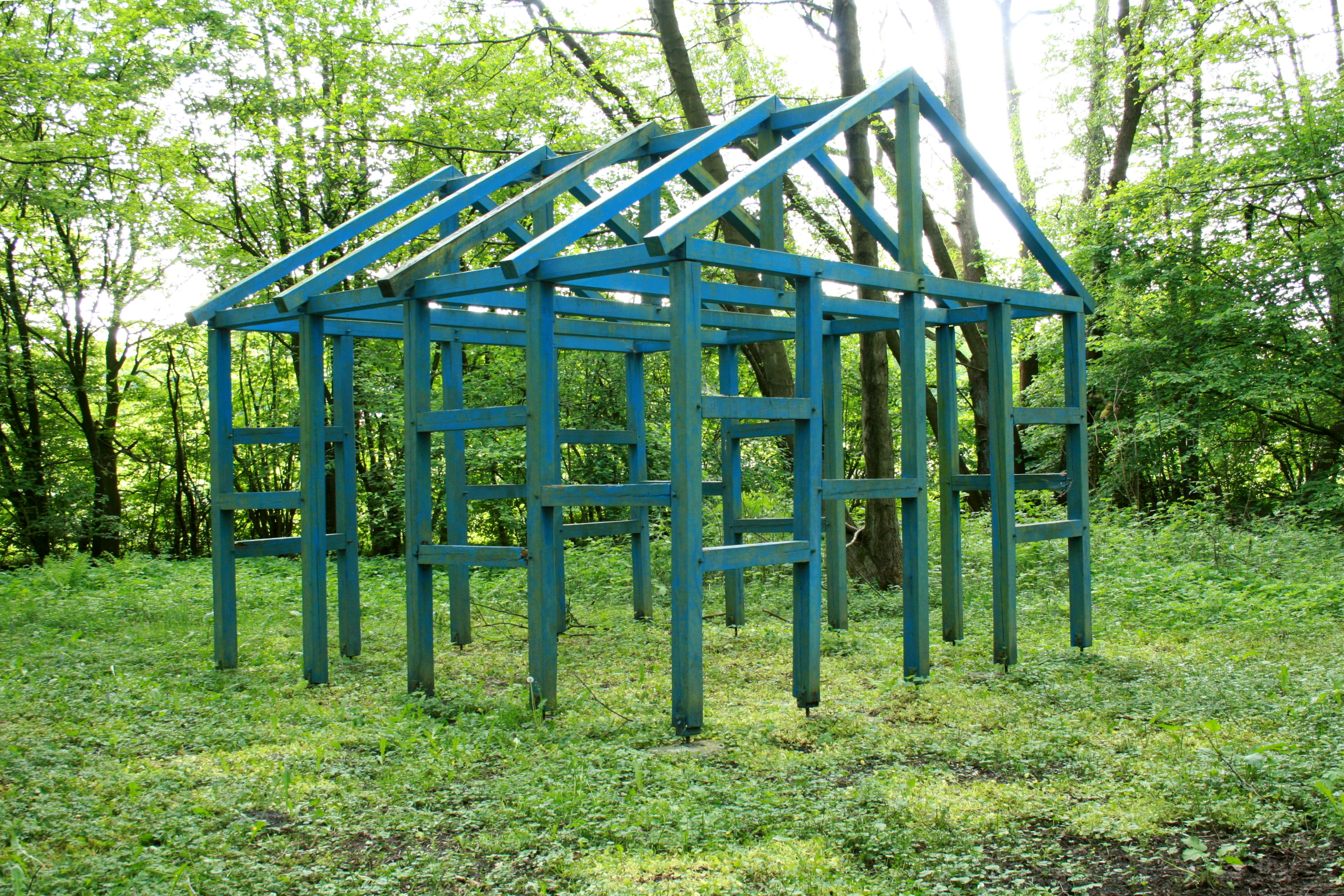
Nr. 20 : Das blaue Haus
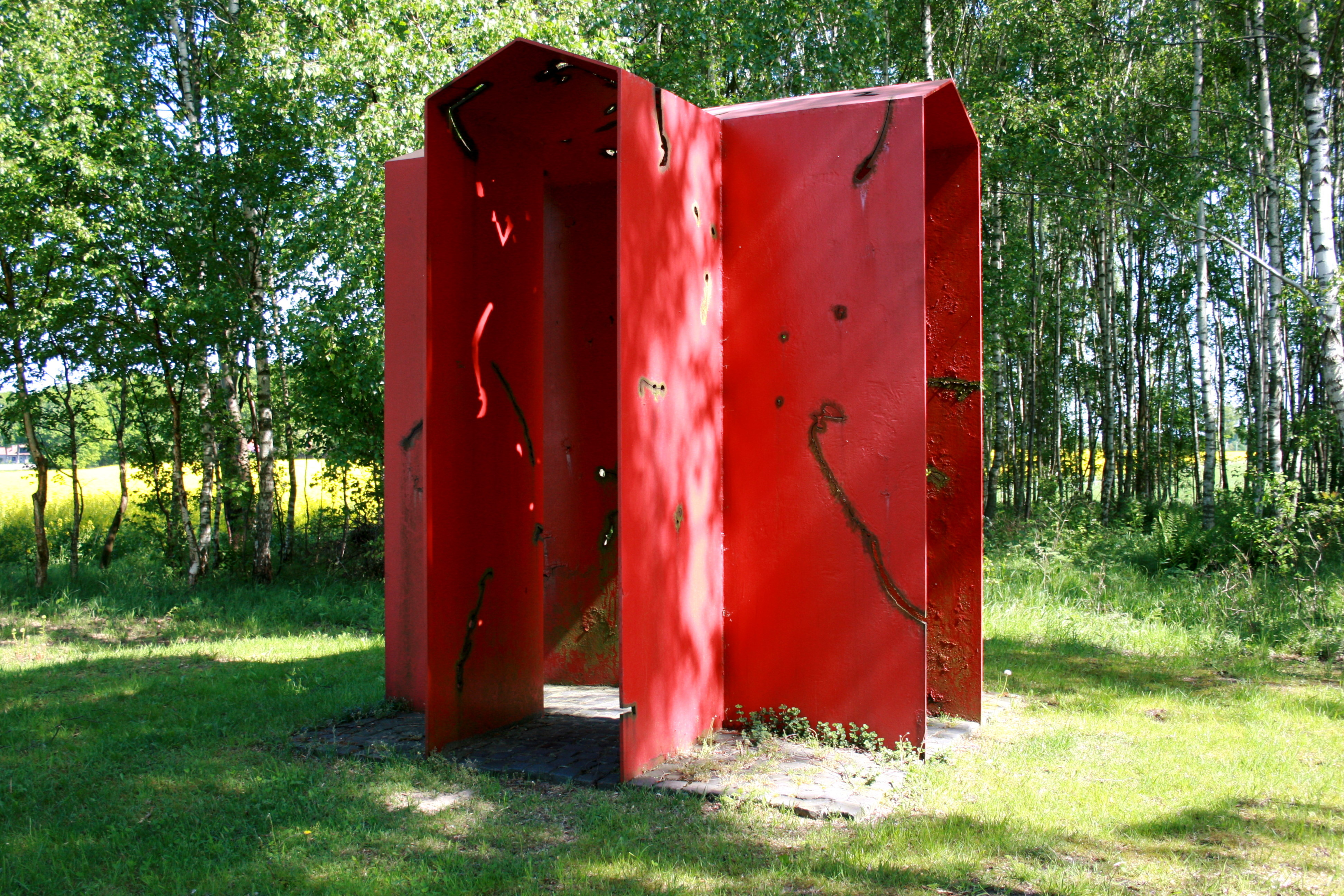
Nr. 21 : Augenwaider
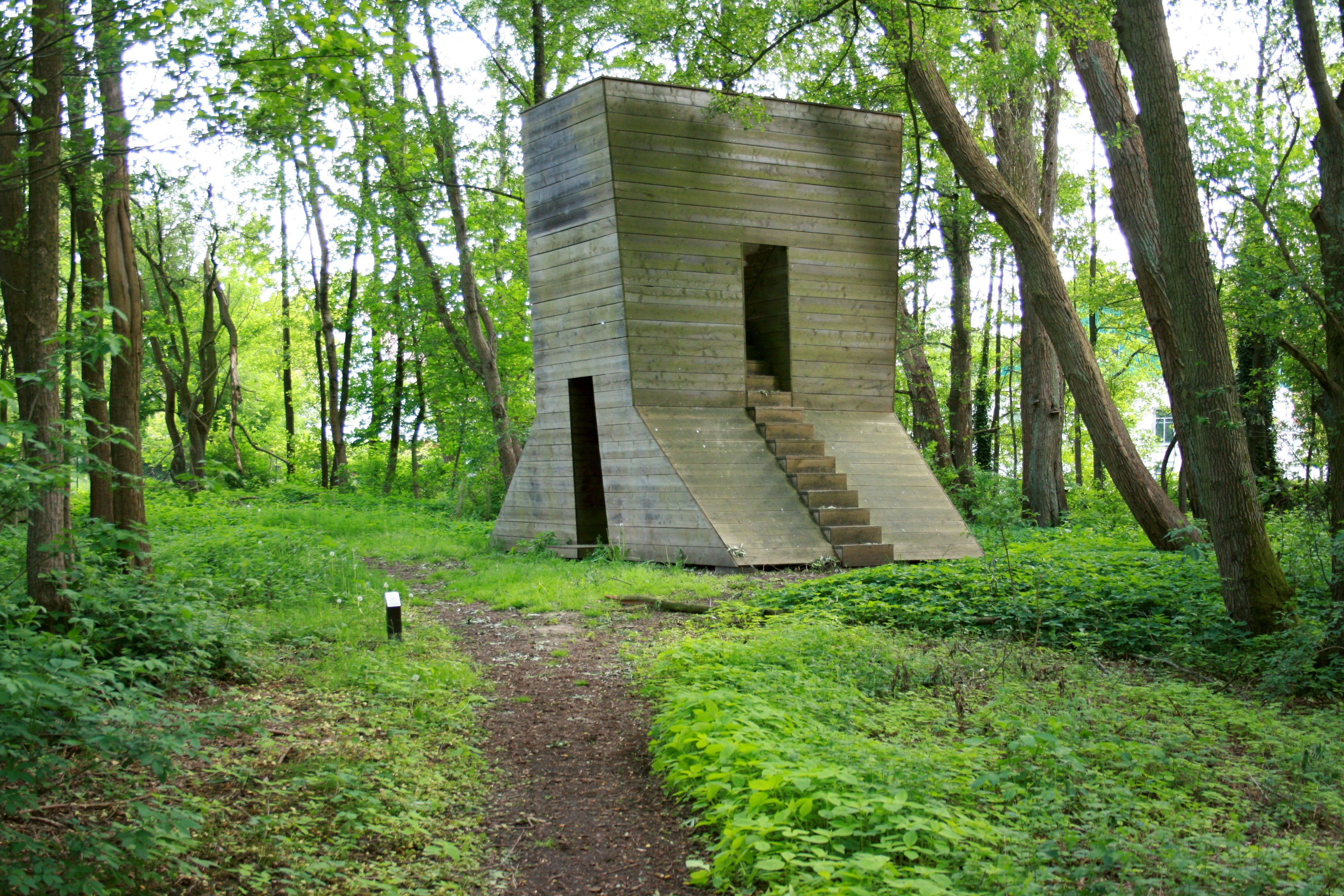
Nr. 22 : Der Augenblick
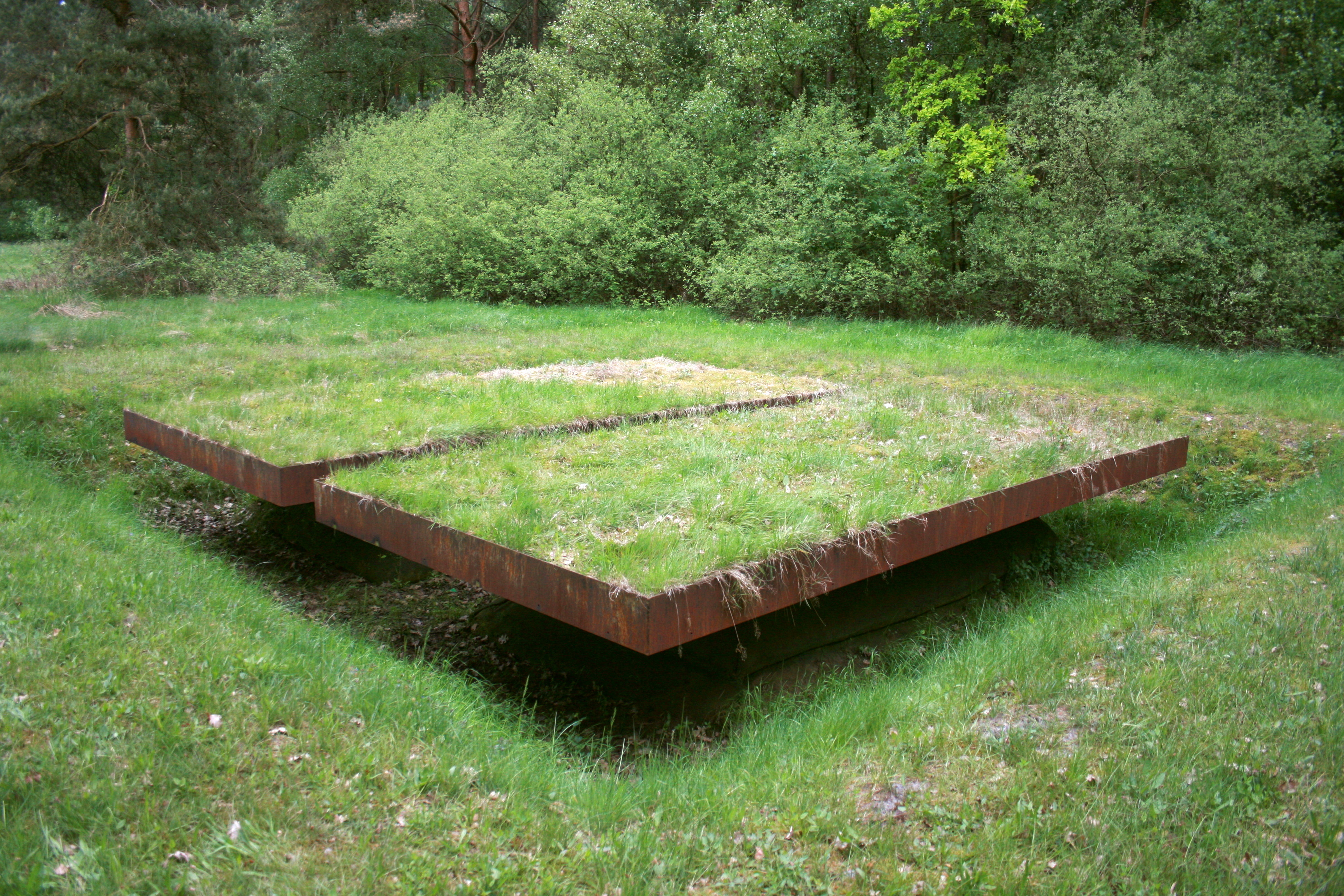
Nr. 23 : Waage
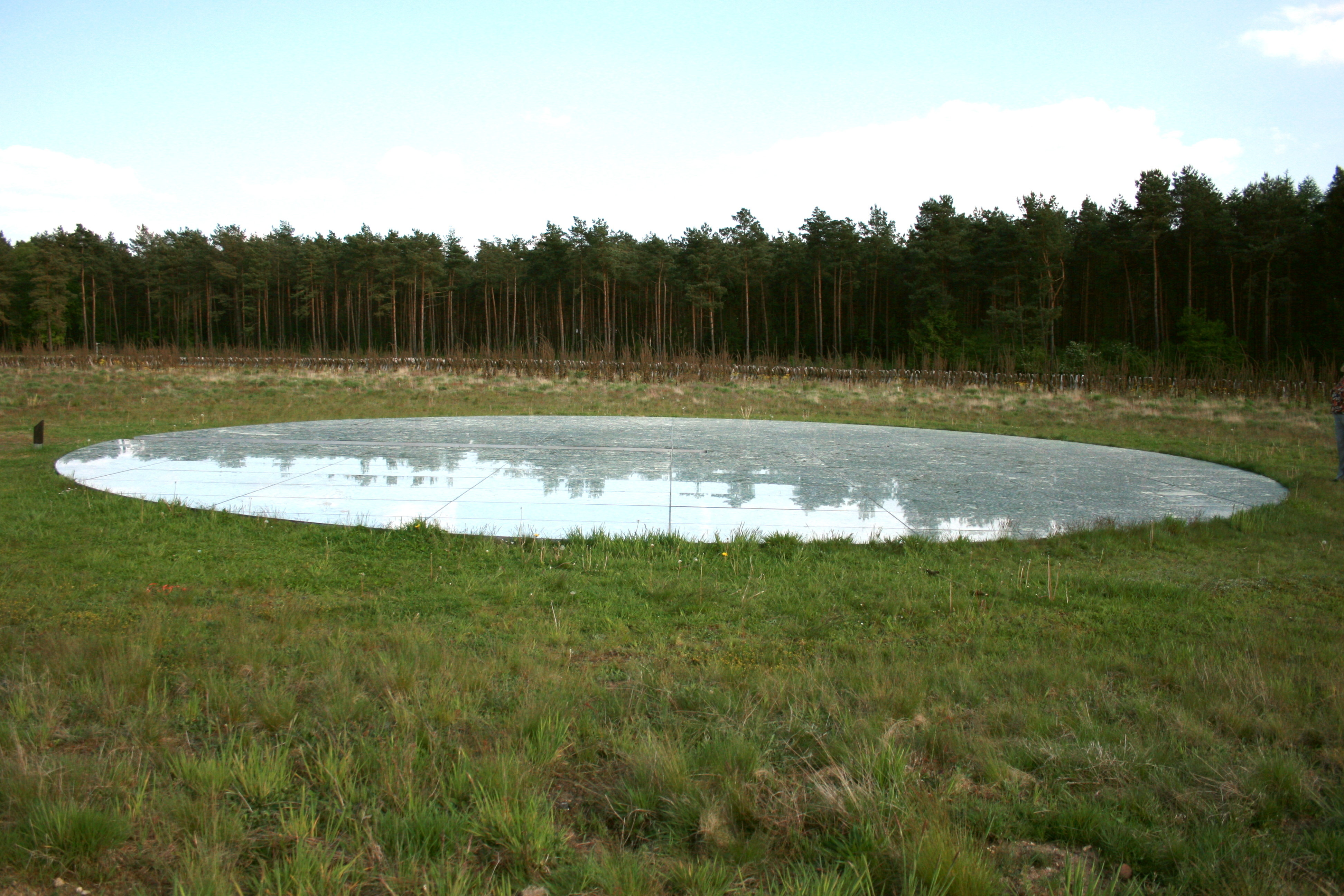
Nr. 24 : Himmel und Erde
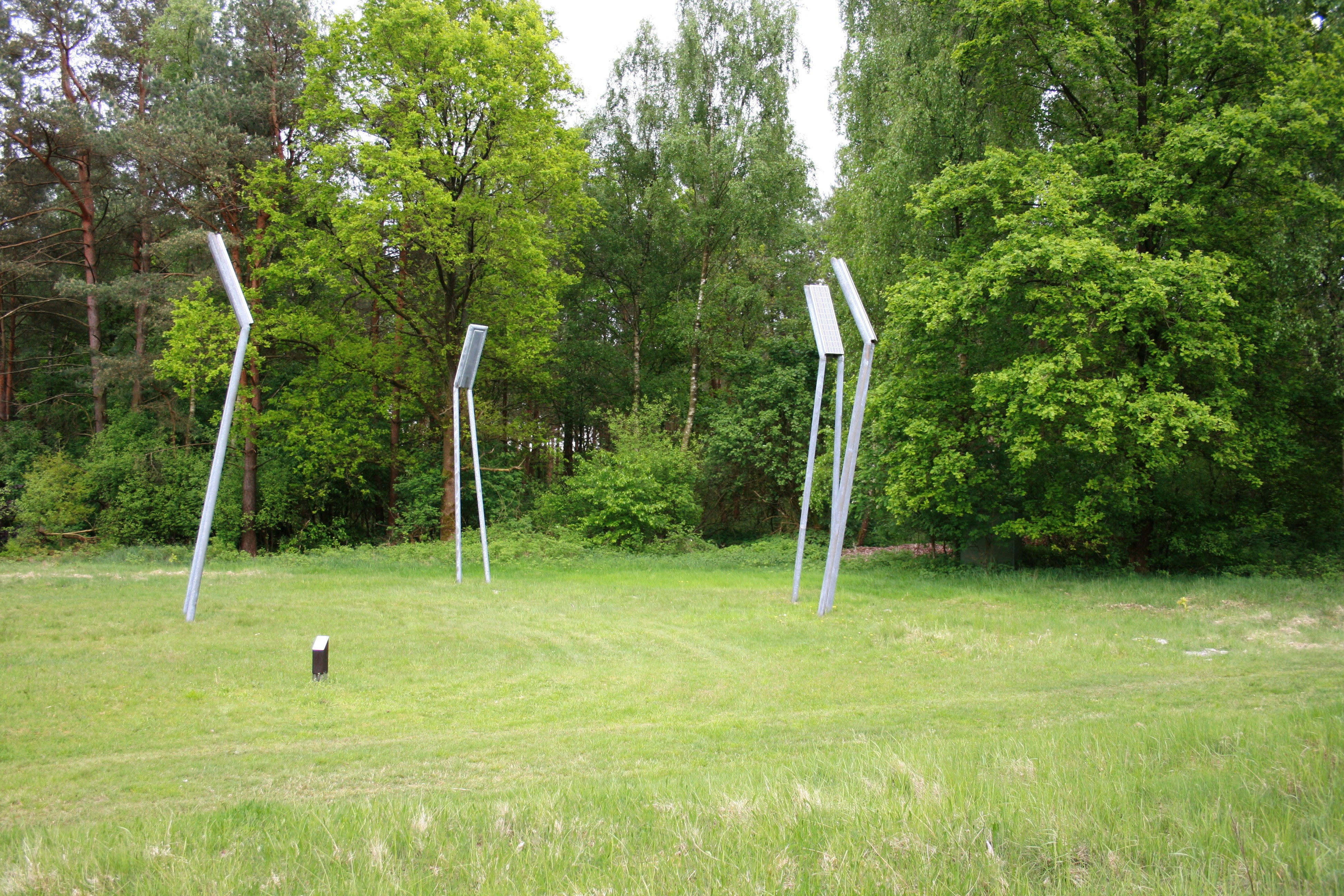
Nr. 25 : Azur
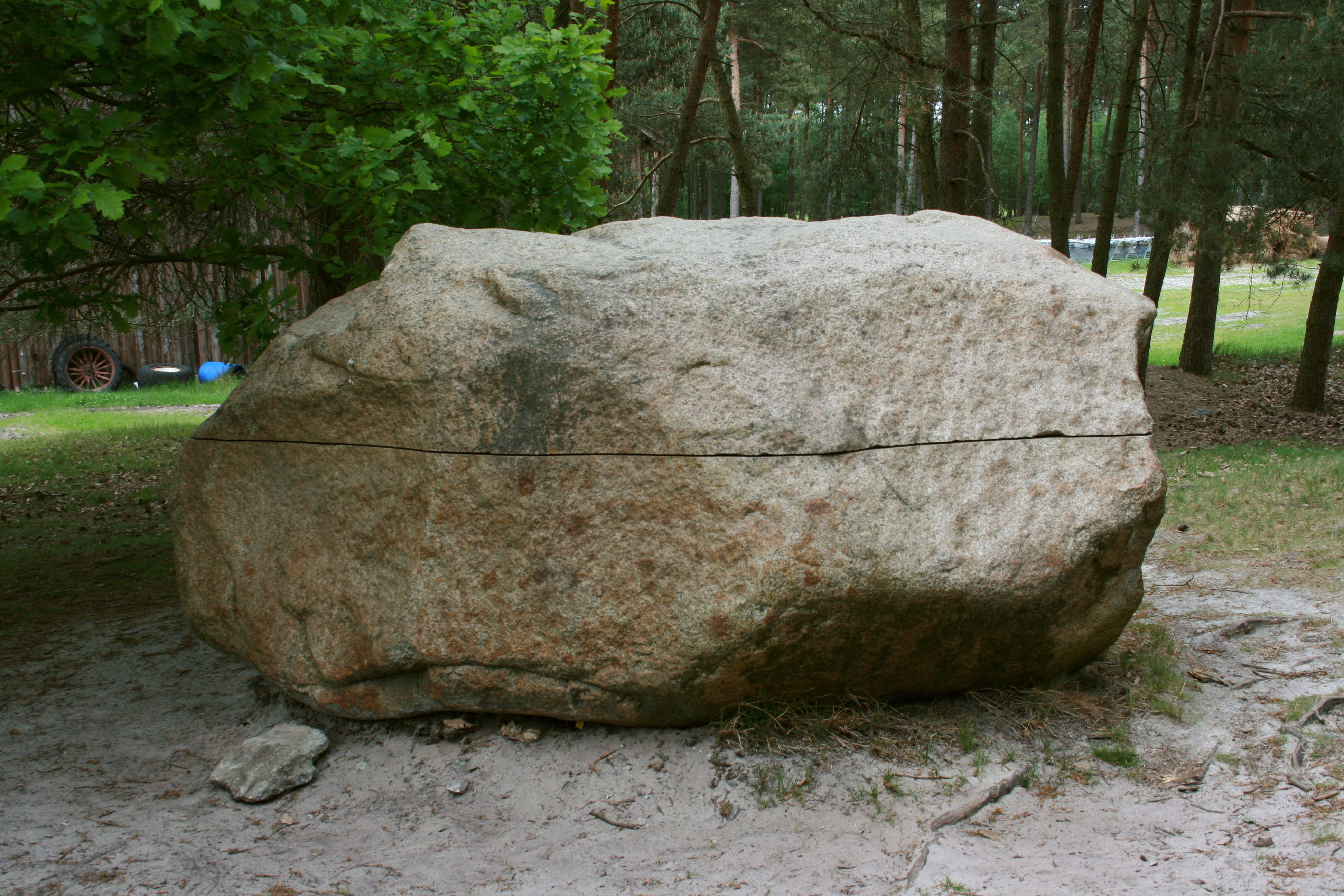
Nr. 26 : Hörstein
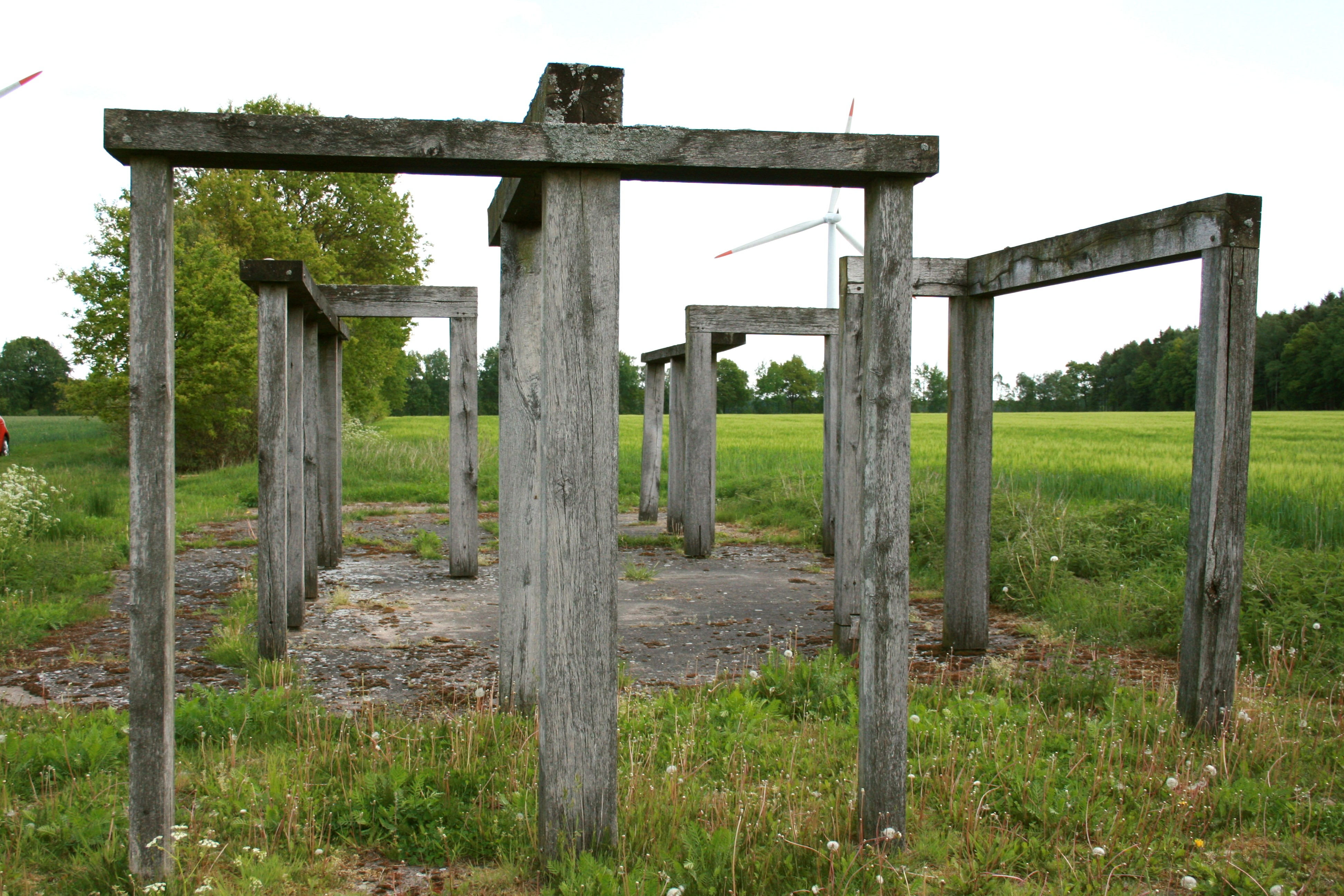
Nr. 27 : Zwischen zwei Straßen
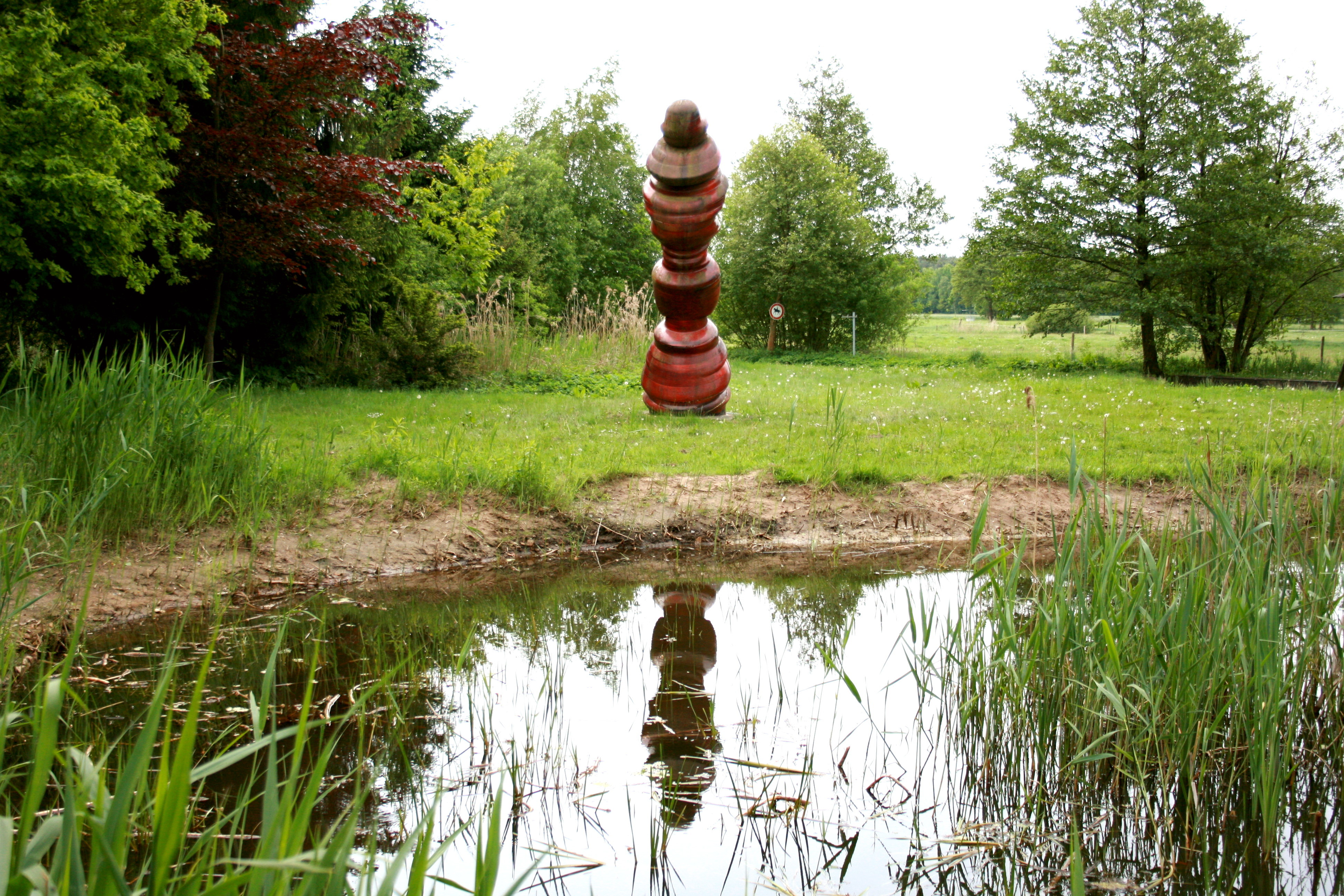
Nr. 28 : Holzkristall
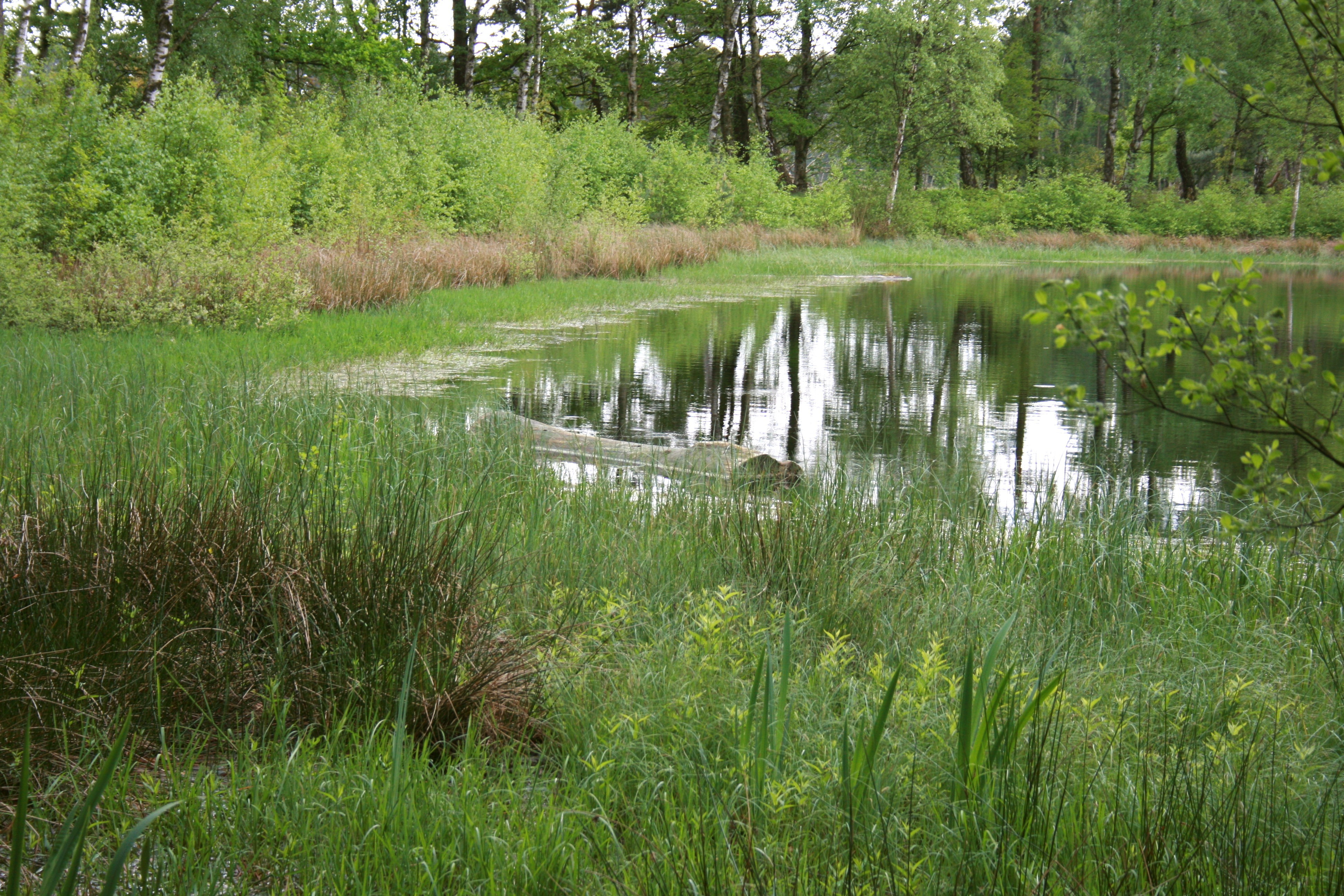
Nr. 29 : Business Miles
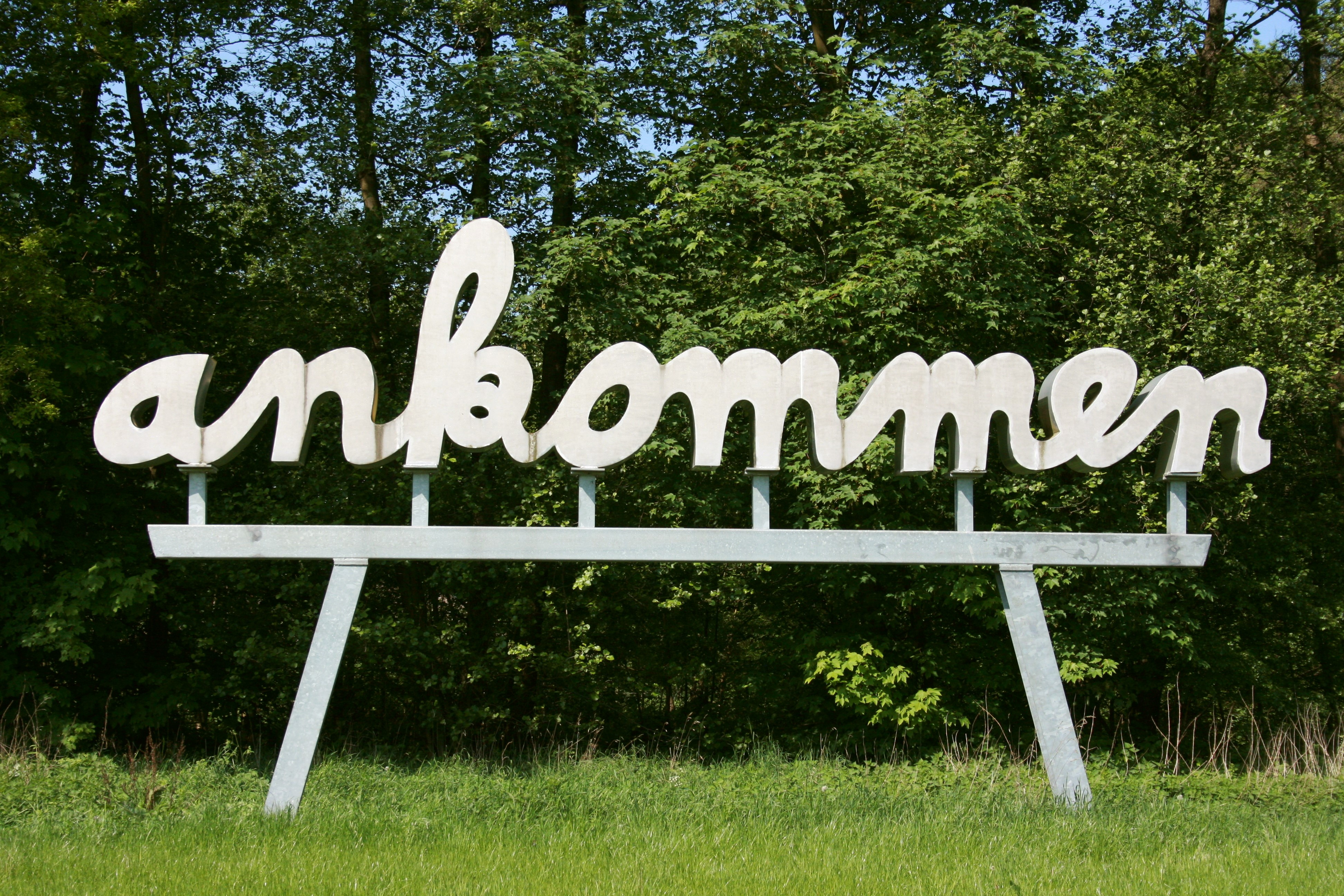
Nr. 32 : ankommen & bleiben
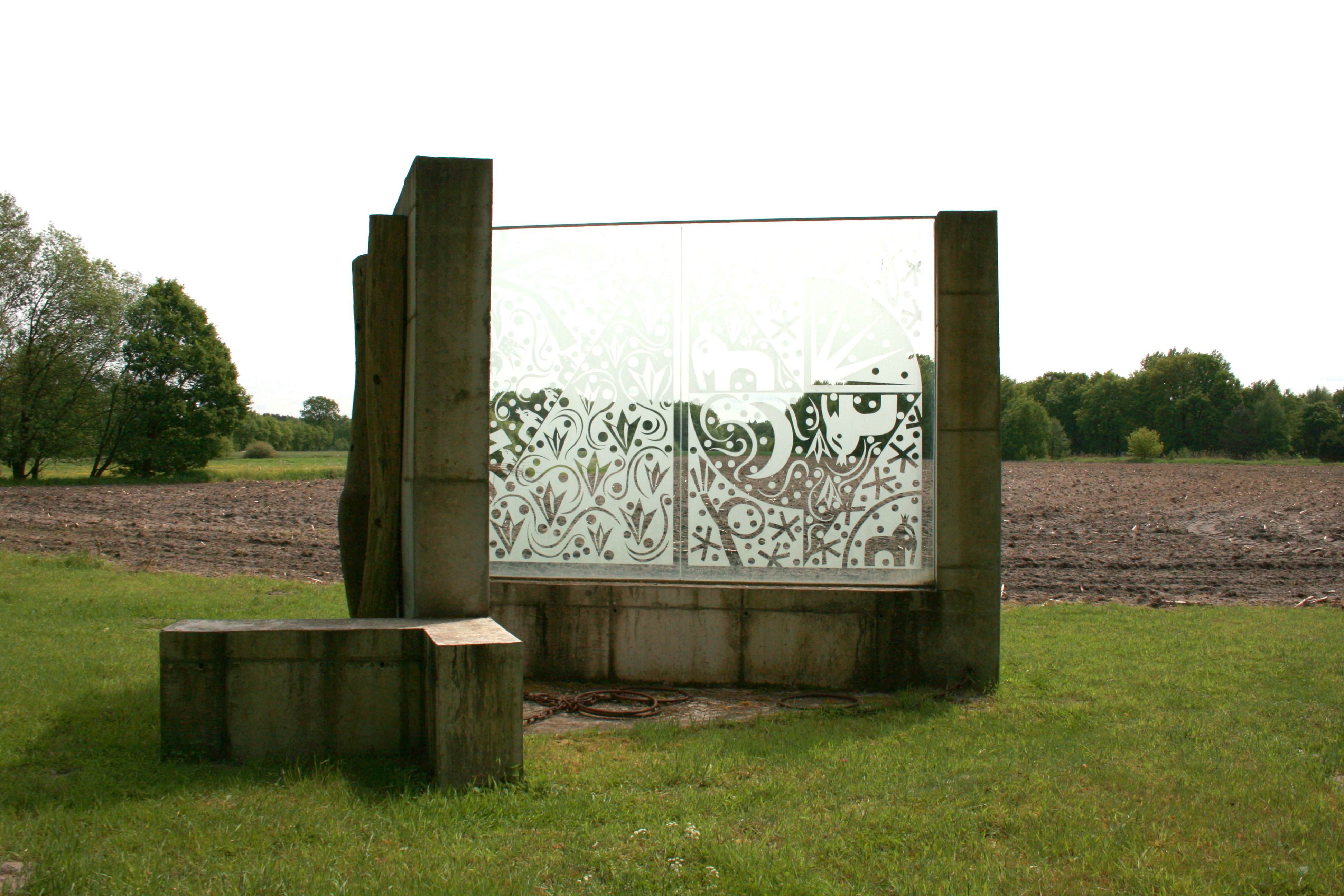
Nr. 34 : Die eingefangene Zeichnung
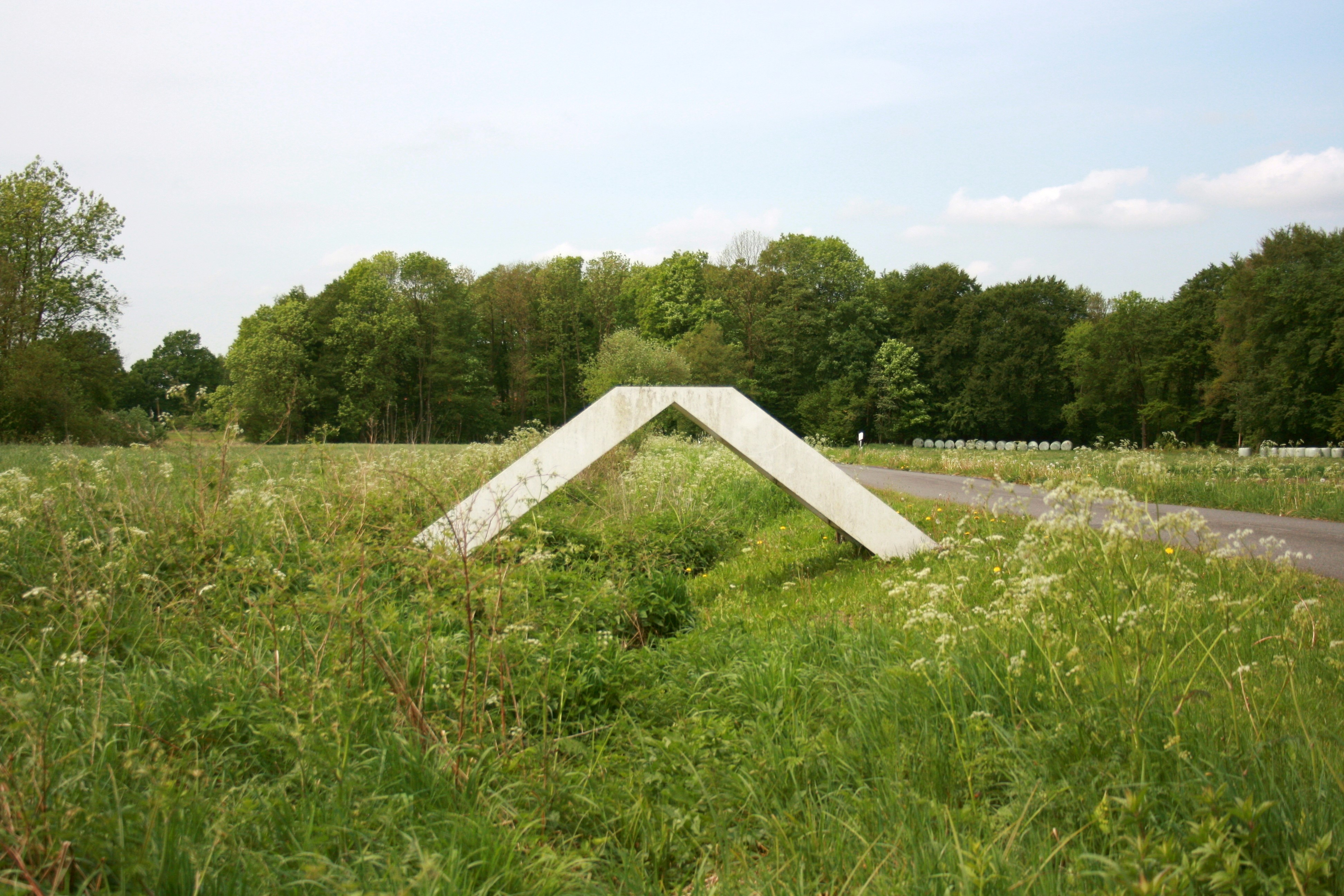
Nr. 35 : Treppe
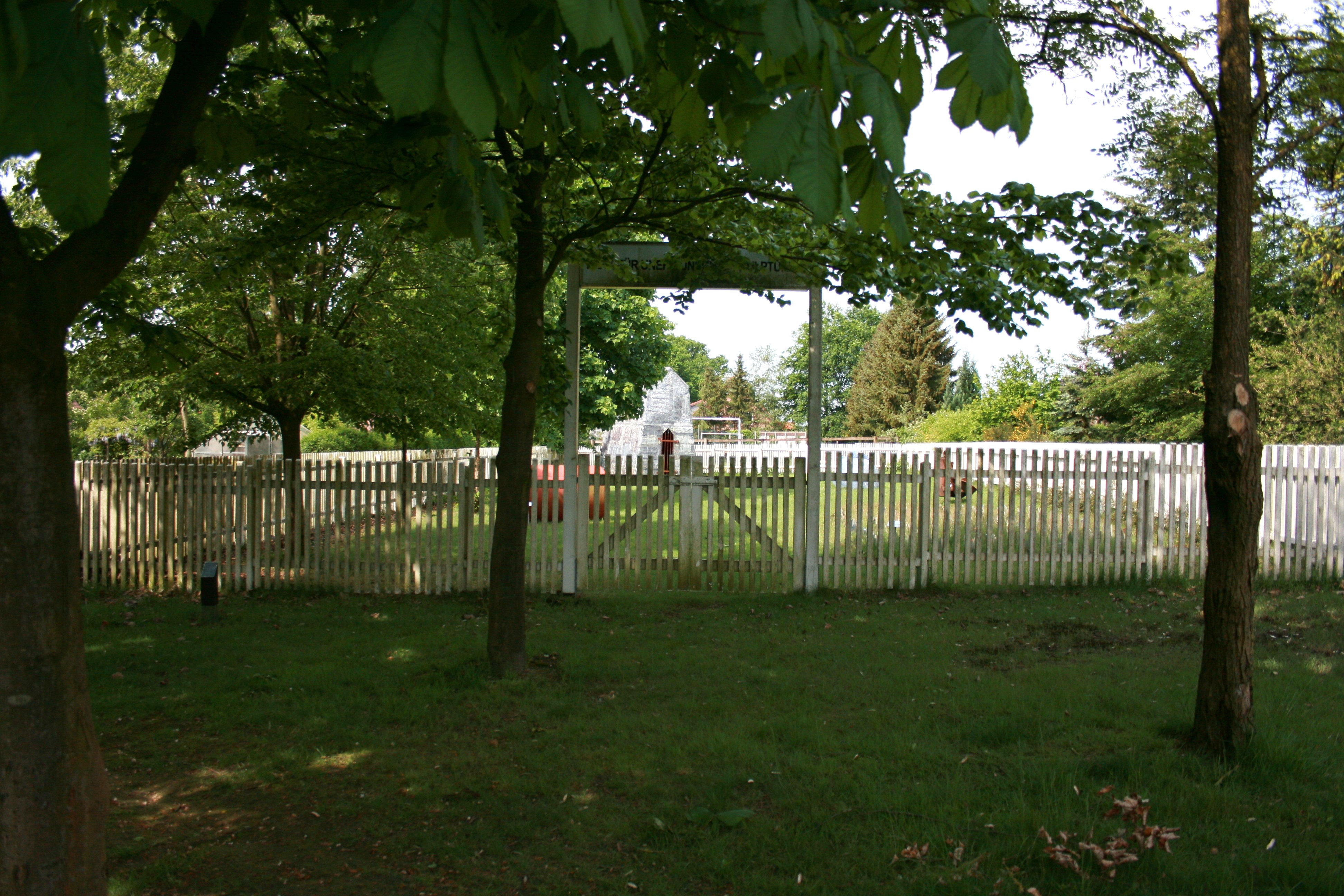
Nr. 36 : Park für unerwünschte Skulpturen
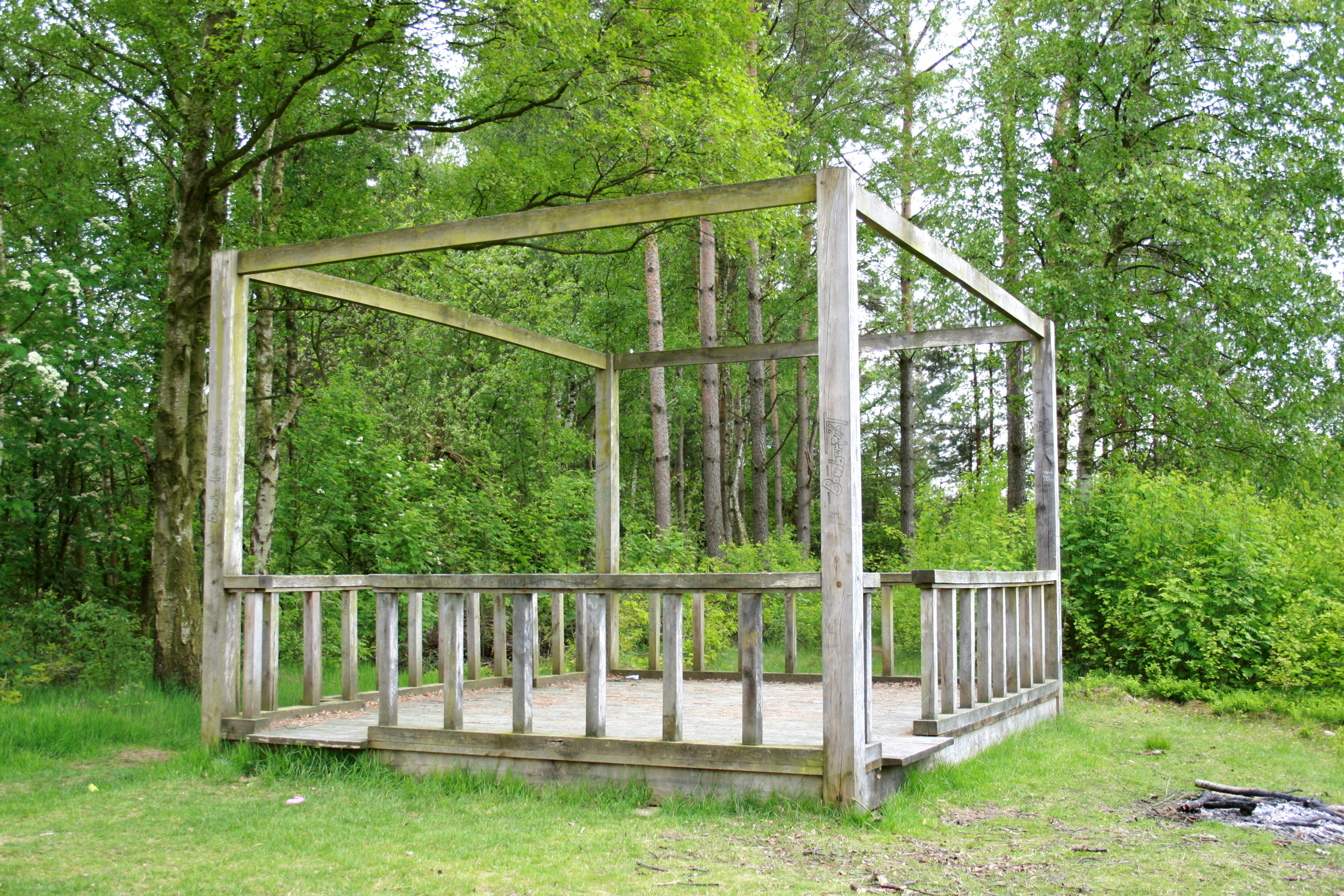
Nr. 37 : Eiche tätowiert
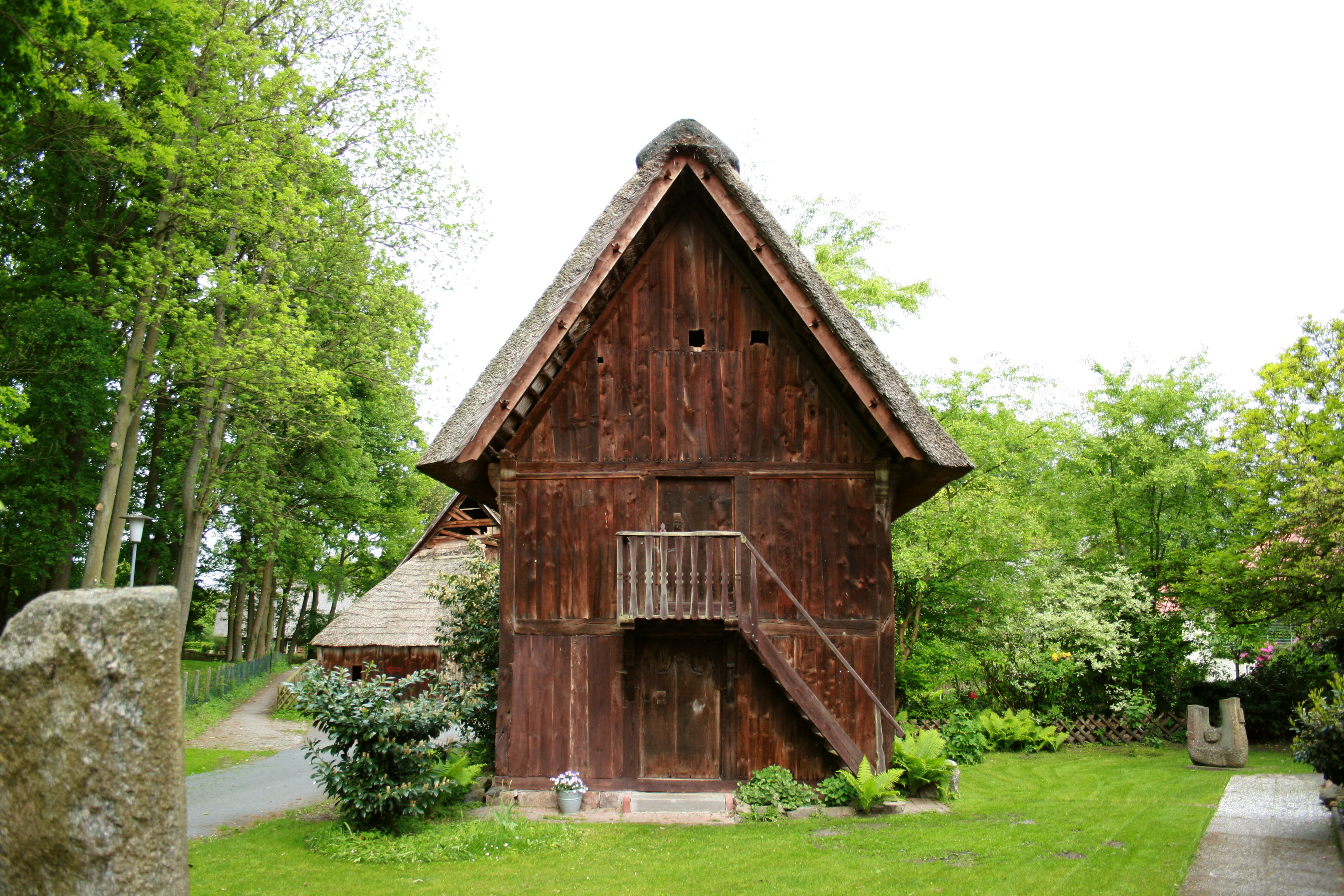
Nr. 38 : Springhornhof Institut ...